# Toyota Land Cruiser

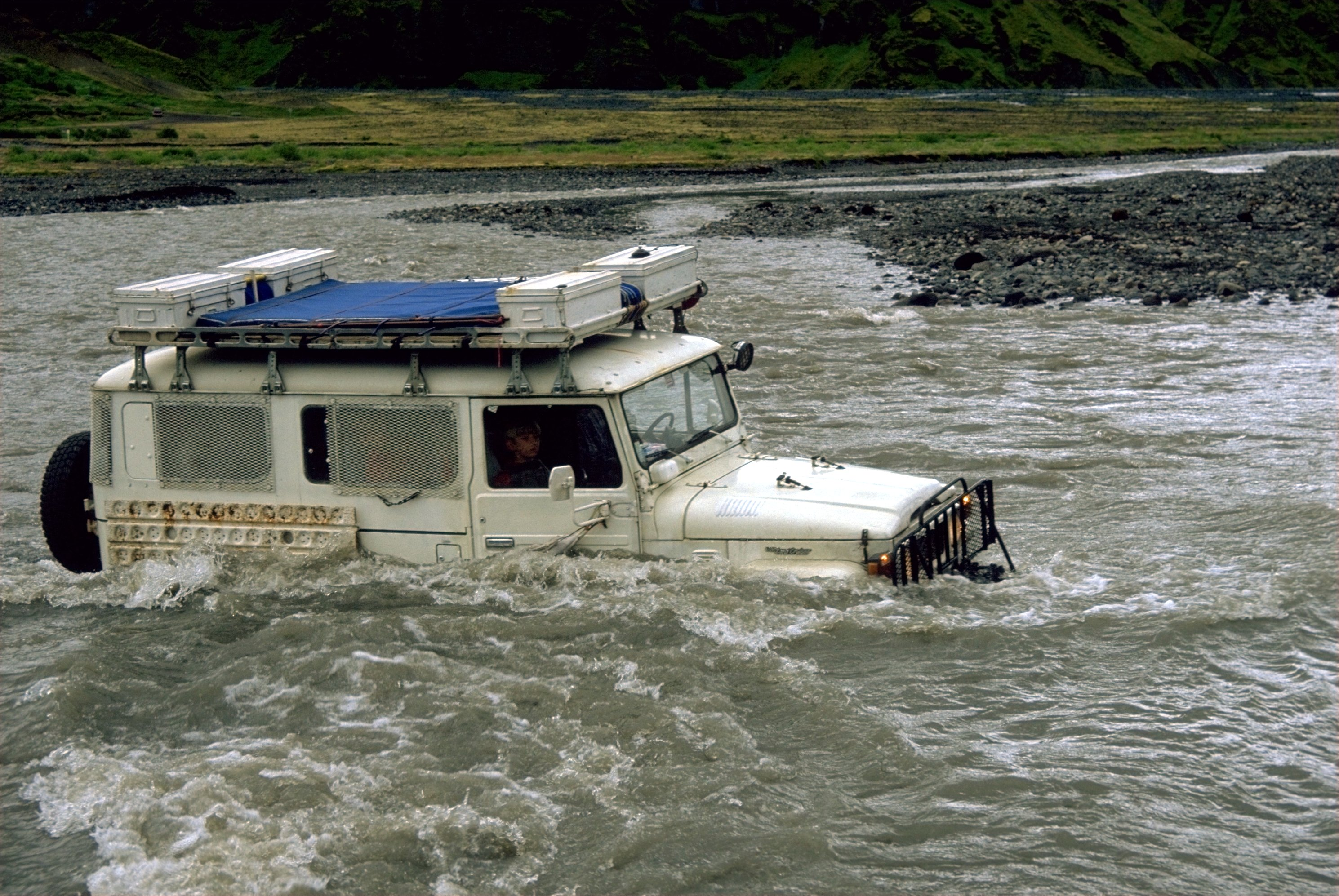
Toyota Land Cruiser: Modell J45

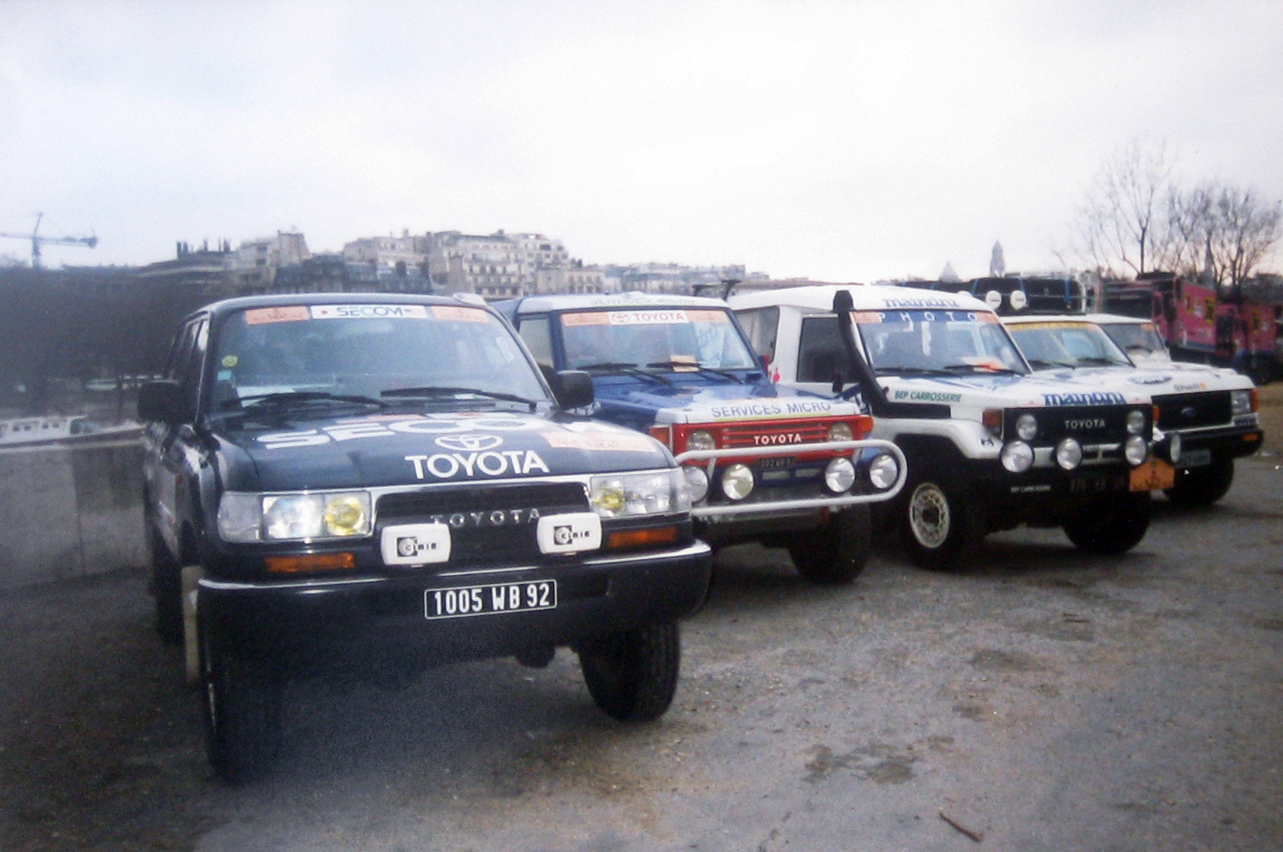
Toyota Land Cruiser der Rally Dakar, 1992 in Paris

Der Toyota Land Cruiser ist ein seit 1951 vom japanischen Automobilhersteller Toyota Motor gebauter Geländewagen. Schnell erreichte dieses Fahrzeug primär in Afrika, Lateinamerika und der arabischen Welt einen Ruf von Verlässlichkeit und Haltbarkeit.
Das Fahrzeug wurde im Laufe der Zeit in verschiedenen Varianten produziert. Der Toyota Land Cruiser ist zusammen mit dem Toyota Hilux das erste Kraftfahrzeug, das mit jeweils starken Modifikationen unter anderem am Fahrwerk und den Rädern sowie am Motor den Nordpol erreicht hat, bekannt als Arctic Trucks.
In der Europäischen Union wird derzeit ein Modell angeboten: Der J25, in Deutschland einfach nur Land Cruiser genannt. Zudem wird seit 2021 der in der EU nicht verfügbare Land Cruiser 300 angeboten. Außerdem wird der J7 nach einem Facelift 2007 weiterhin produziert, vornehmlich für Afrika und Australien.

## Modellcode
Der Modellcode besteht aus dem Buchstaben J (für Geländewagen) und einer Zahl für die Fahrzeuggeneration. Zusätzlich kommen vor dem J ein bis zwei Buchstaben für den Motorcode und nach der Modellziffer eine Ziffer für die Variante. Zum Beispiel steht bei der Bezeichnung KDJ120 das KD für den 1KD-FTV-Motor (4 Zylinder, 3 Liter Hubraum), J12 für das Modell und 0 für das lange Modell. KDJ125 wäre dementsprechend dasselbe Modell mit demselben Motor, nur in kurzer Variante.

## Modellgeschichte
Schon von Beginn an gab es stets zwei Land-Cruiser-Modelle, die parallel gebaut wurden. Die kleineren Modelle wurden bzw. werden unter den Namen J2, J4, J7, J9, J12, J15 und derzeit J25 verkauft. Die größeren Modelle tragen die Bezeichnungen J3, J5, J6, J8, J10, J20 und derzeit J30.

### Vorgeschichte

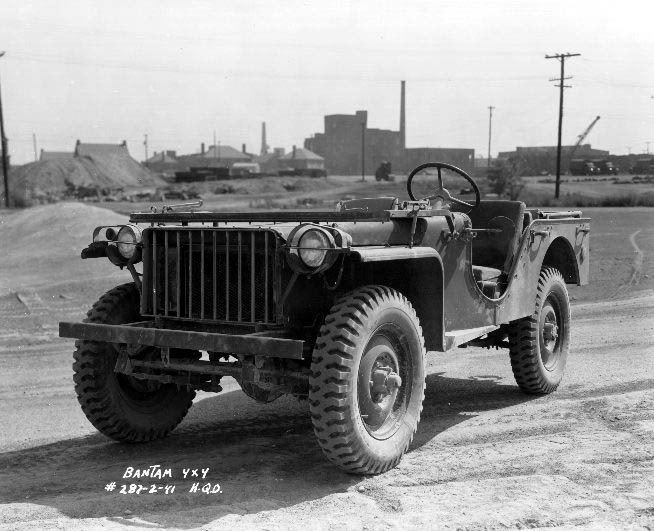
Bantam

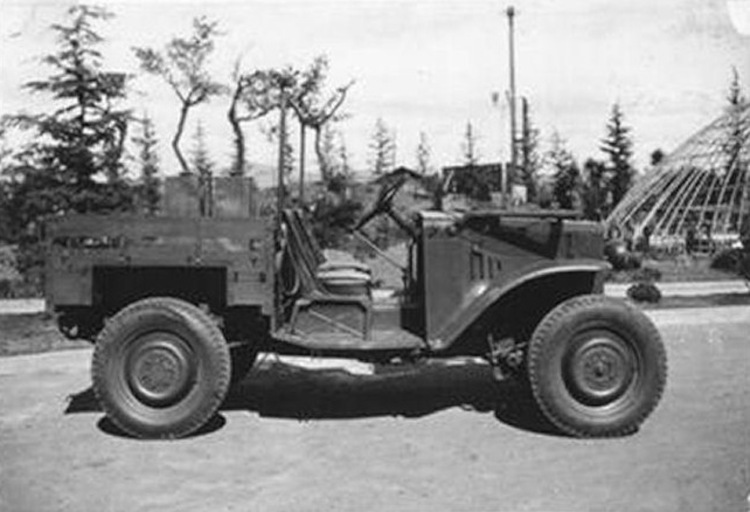
Toyota AK10 1941
„Typ 4 kleiner Lastwagen“

1941 besetzten die japanische Streitkräfte die Philippinen, wo sie einen Bantam Mk II erbeuteten und nach Japan brachten. Die japanischen Militärbehörden motivierten Toyota, ein ähnliches Fahrzeug zu entwickeln, das aber nicht dem amerikanischen Willys Jeep ähneln sollte. Der Prototyp AK wurde von der japanischen Armee „Typ 4 kleiner Güterwagen“ (japanisch 四式小型貨物車 yon-shiki kogata kamotsusha) genannt.
Später im Jahr 1941 forderte die japanische Regierung Toyota auf, einen leichten Lastwagen für japanische Militäraktionen zu produzieren. Daraufhin produzierte Toyota 1942 den 1/2-Tonnen-Prototyp AK10. Der AK10 wurde mit Hilfe von Reverse Engineering des Bantam GP gebaut. Er hatte einen aufrechten Kühlergrill, flache vordere Kotflügel, die schräg nach unten und hinten gingen wie beim FJ40, Scheinwerfer, die auf den Kotflügeln auf beiden Seiten des Kühlers montiert waren und eine klappbare Windschutzscheibe.
Der AK10 hat einen 2259-cm³-4-Zylinder-Motor Typ C aus dem Toyota Model AE Sedan mit einem Dreigang-Schaltgetriebe und einem Reduktionsgetriebe. Es gibt keine mechanische Verwandtschaft zwischen dem AK10 und dem Nachkriegs-Toyota-„Jeep“ BJ. Die meisten der AK10 wurden im Gegensatz zum US-Jeep nicht aktiv genutzt und es gibt fast keine Fotos von ihm auf dem Schlachtfeld.

### Anfänge nach dem Krieg (BJ und FJ)
1950 begann Toyota anlässlich einer Rüstungsausschreibung der militärischen japanischen „Nationalen Polizeireserve“ (Vorläufer der japanischen Selbstverteidigungsstreitkräfte) mit den Arbeiten am Prototyp eines Geländewagens, der 1951 als „BJ“ hergestellt wurde. Da Toyota die Ausschreibung nicht gewann, wurde der BJ nur von japanischen Behörden, Forstverwaltungen und dem in Japan stationierten amerikanischen Militär eingesetzt. Angetrieben wurde der Ur-BJ von einem Dieselmotor mit 3,4 l Hubraum und 63 kW (86 PS). Ausgestattet mit Blattfedern, Starrachse und großen 16-Zoll-Rädern, kam der BJ weniger komfortabel als robust auf den Markt. 298 Einheiten wurden auf Bestellung produziert, nur vier Exemplare wurden exportiert.

### J2 und J3 (1954–1967)
1954 wurde der BJ in Land Cruiser umbenannt und feierte sein internationales Debüt. Er sollte für den Export ziviler aussehen als der BJ. Die markanten Scheinwerfer der J2-Typen waren bereits in die Karosserie integriert und nicht mehr frei stehend auf den Kotflügeln montiert. Er hatte auch eine stilvollere Karosserie und bessere Fahreigenschaften dank längerer Federn mit vier Federlagen. Außerdem ersetzte Toyota 1956 den Dieselmotor vom Typ B mit 62,5 kW (85 PS) durch einen stärkeren 3,9-Liter-Sechszylinder-Reihenottomotor mit 80 kW (109 PS) vom Typ F. Der Innenraum wurde komfortabler, weil der Motor um 120 mm nach vorne verschoben wurde. Die J2-Serie hatte immer noch keine Reduktion, war aber im dritten und vierten Gang synchronisiert.
1957 verdreifachte sich die Produktion auf 2887 Einheiten, von denen nur 450 Exemplare in Japan blieben. Der Land Cruiser FJ25 erschien offiziell auf dem US-Markt.
Außerdem erschienen 1957/58 neue Karosserievarianten, wie der erste Land Cruiser Station mit einem längeren Radstand von 2650 mm als FJ25 und der viertürige Station Wagon unter der Bezeichnung FJ35V. Rund die Hälfte der 1000 Land Cruiser der dritten Generation (J3) gingen in den Export.

### J4 (1960–1984)

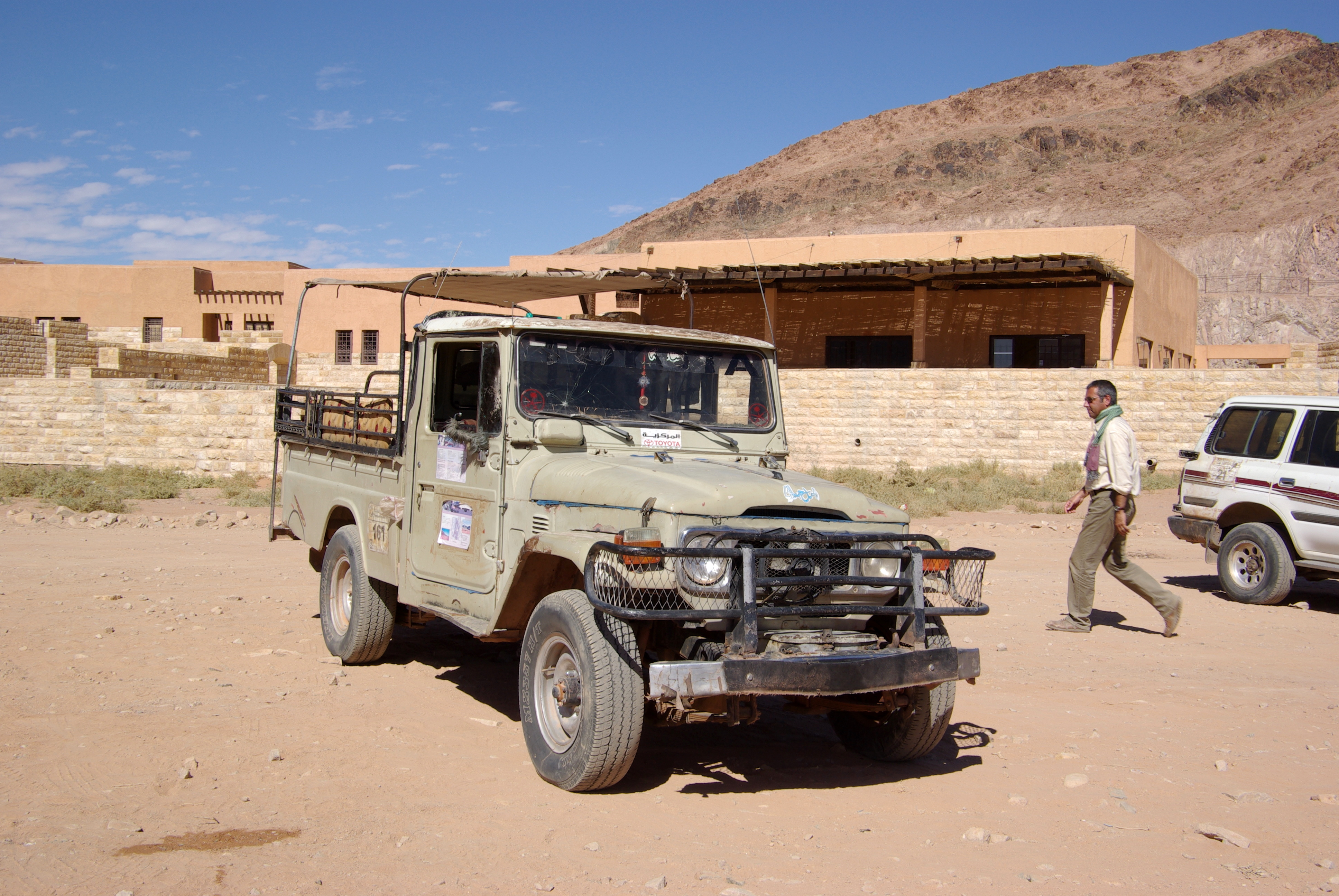
Toyota Land Cruiser J45

1960 wurde der J4 als Nachfolger des J2 eingeführt und bis 1984 produziert. Der Sechszylinder-Ottomotor leistete nunmehr 145 SAE-PS. Die Leermasse betrug je nach Aufbau 1,5–1,8 t, die Nutzmasse 0,5–0,75 t. Das 3-Gang-Getriebe war mit Lenksäulen- oder Knüppelschaltung lieferbar und war um ein zweigängiges Verteilergetriebe mit abschaltbarem Vorderradantrieb ergänzt. Mit diesem Modell wurde der Land Cruiser ab 1977 auch in Deutschland bekannt.
Es gibt ihn mit mehreren Radständen und Karosserieversionen, den kurzen J40, den seltenen mittleren J43/J46, den langen J45/J47 als Buschtaxi oder Pick-up, den J45 als Pick-up-Kurzpritsche und den sehr seltenen J45 Station (5-türig).
In Brasilien wurde das Fahrzeug als Toyota Bandeirante bis 2001 unter der Bezeichnung OJ55 fast unverändert gebaut. Es gab ihn mit einem Dieselmotor von Daimler-Benz. Als Zusatz wurde der Bandeirante auch als Doppelkabine produziert.

### J5 (1967–1981)

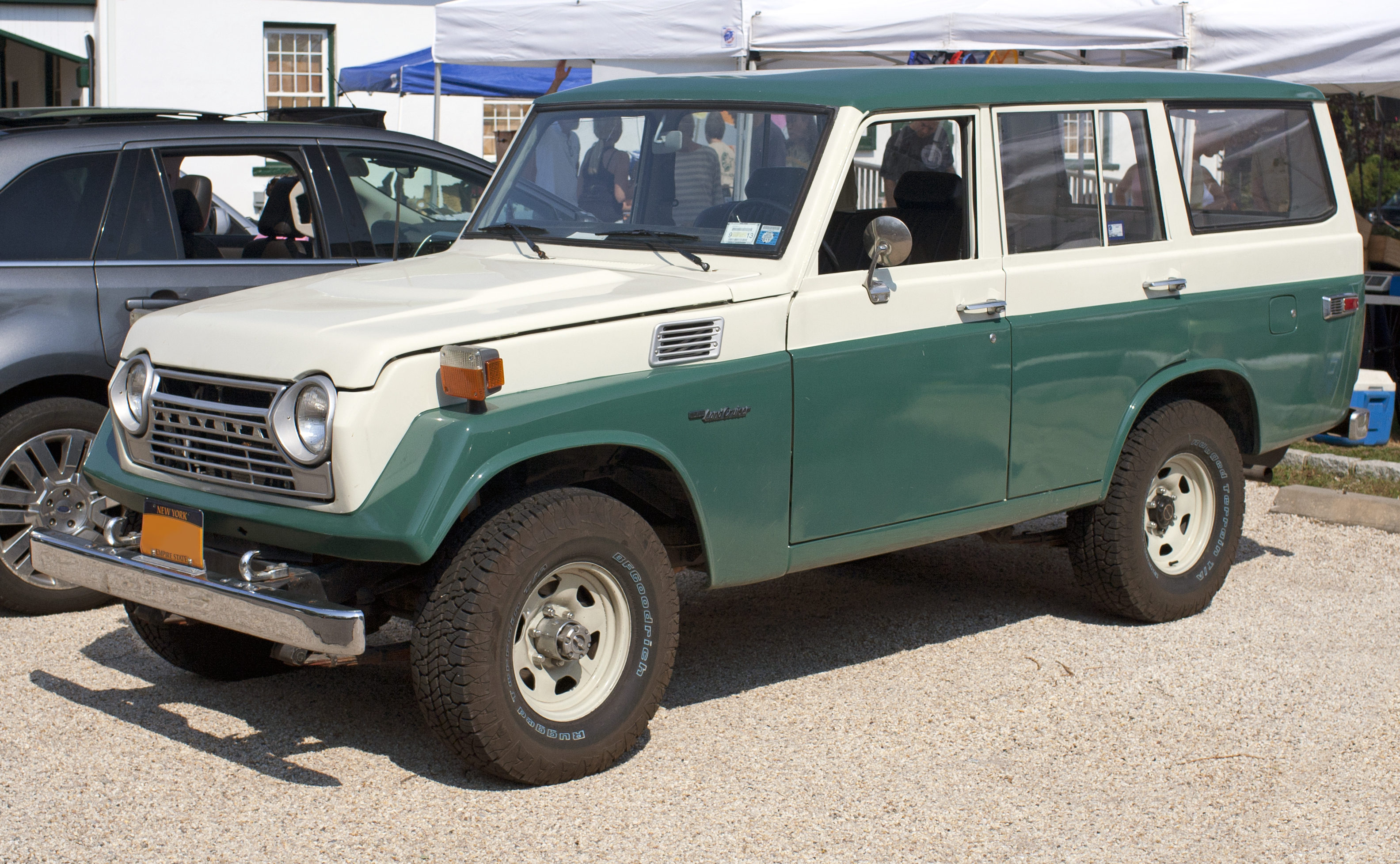
Toyota Land Cruiser J55 (1979)

Ab 1967 wurde der Landcruiser J5 gebaut. Es wurden – bis auf wenige japanische Fahrzeuge (BJ55) – die aus der J4-Serie bekannten F- (bis 1974) und 2F- (1974–1980) Motoren verwendet. Die genaue Modellbezeichnung lautet FJ55. Der J5 wurde vor allem für Nordamerika gebaut. Er entspricht technisch weitgehend dem J4, jedoch wurde das Karosseriedesign verändert. Für den deutschen Markt musste Toyota die vordere Dreiersitzbank gegen ASS-Sportsitze umtauschen, um den geltenden Sicherheitsbestimmungen zu genügen. Daher gab es den FJ55 in Deutschland nur als 5-Sitzer. Er wurde von 1967 bis 1980 produziert.

### J6 (1981–1990)

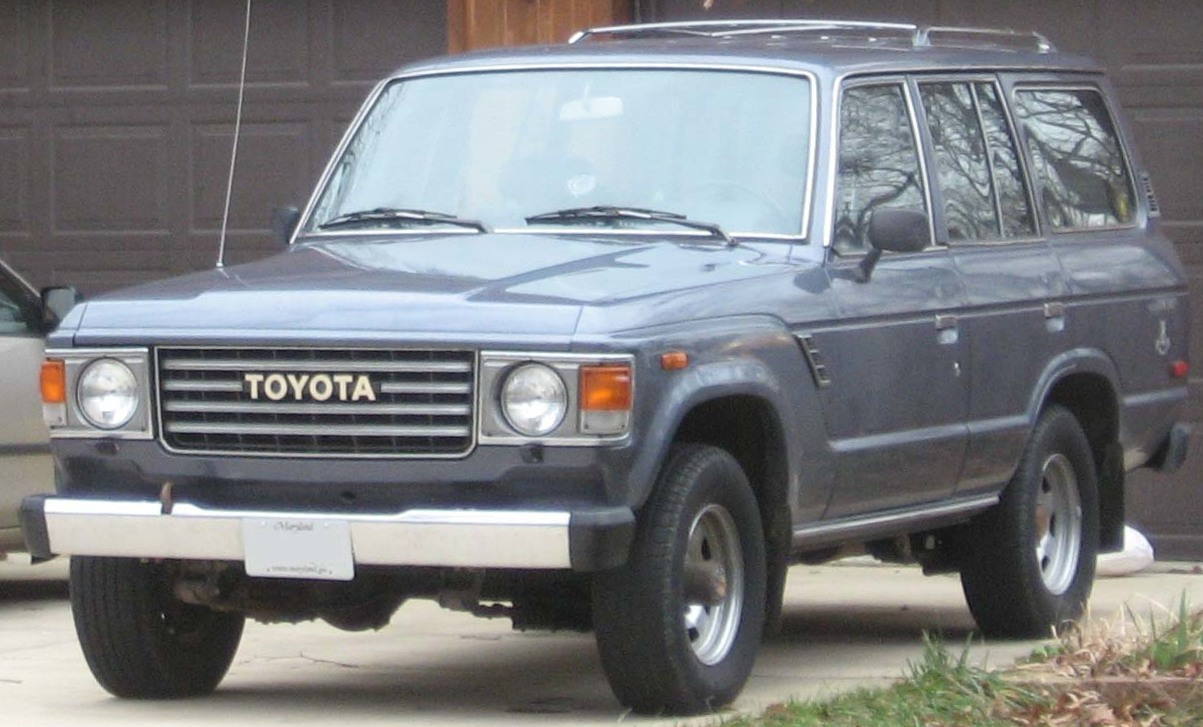
Toyota Land Cruiser J6

Der 1981 eingeführte J6 ersetzte den J5. Das Fahrzeug wurde bis 1990 sowohl mit Otto- als auch mit Dieselmotor angeboten, wobei der Ottomotor – zumeist mit Automatikgetriebe ausgestattet – vor allem für die USA gedacht war.

### J7 (seit 1984)

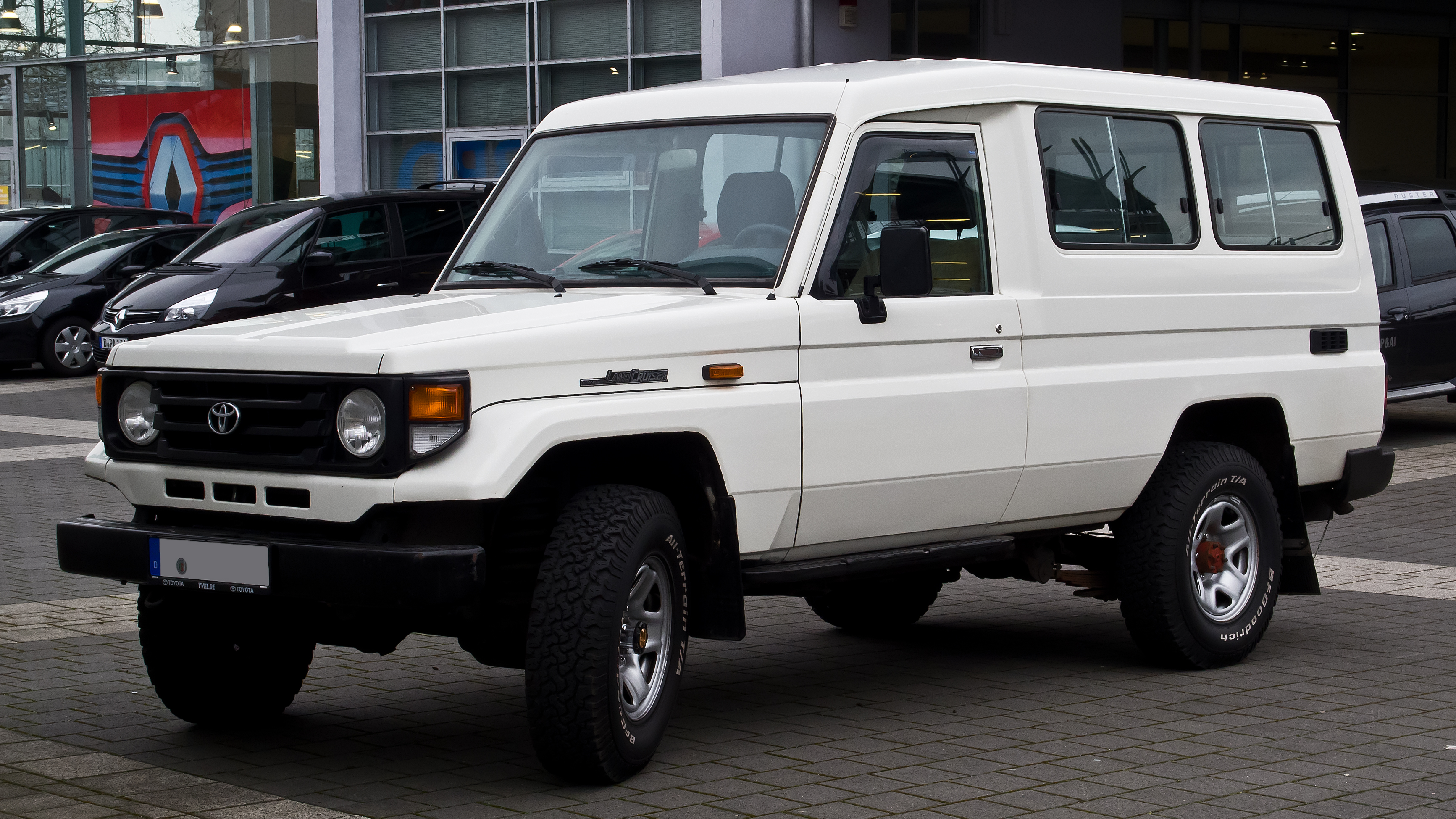
Land Cruiser 70

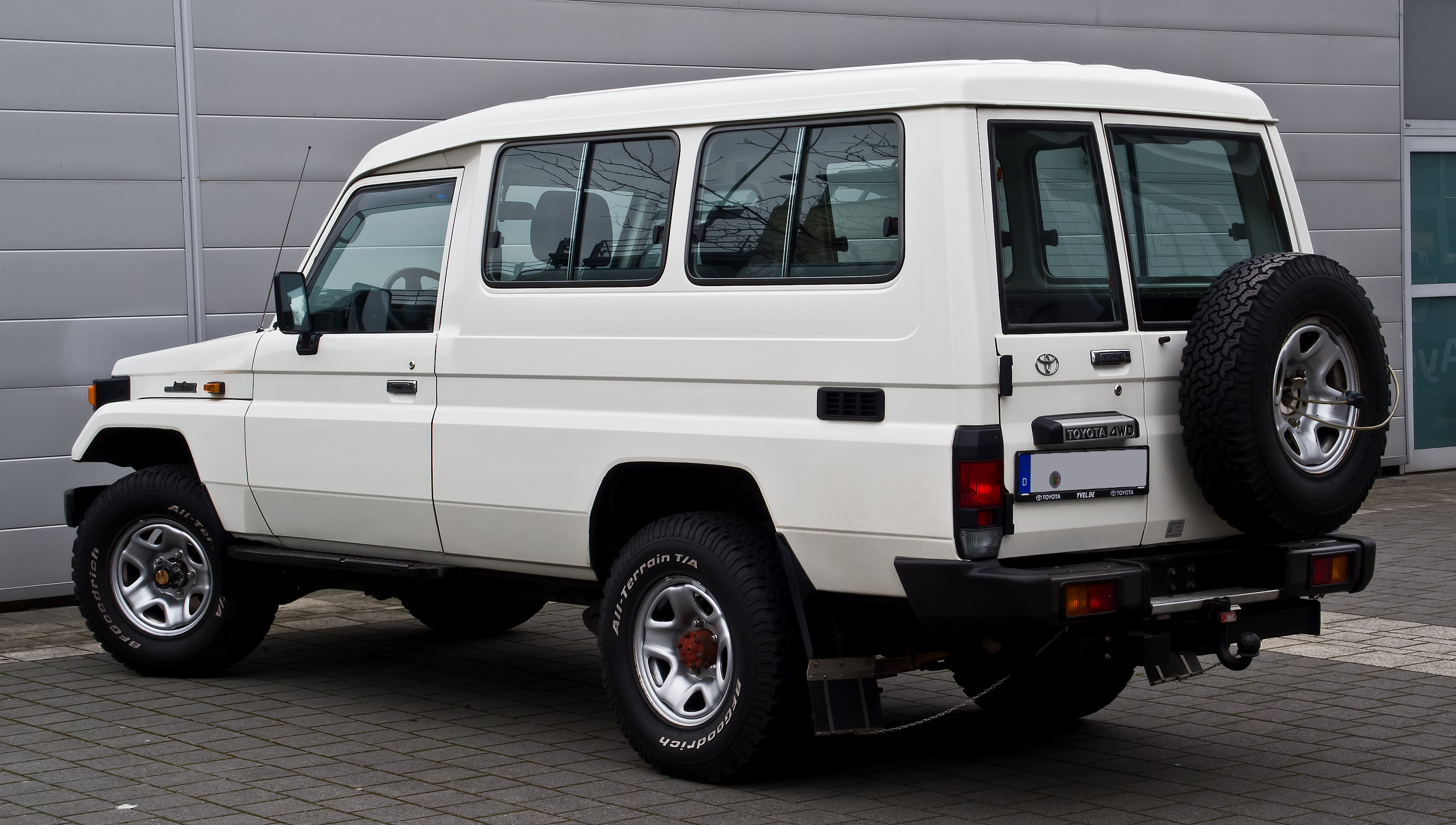
Heckansicht

1984 wurde der J7 als Ersatz des J4 eingeführt als Softtop (Stoffverdeck) und Hardtop (abnehmbares festes Verdeck), als Pick-up, als geschlossener drei- und fünftüriger Geländewagen sowie als Modell mit seitlichen nach innen gerichteten Rücksitzen. Der J7 hatte in der „light duty“ Ausführung als Personentransporter an Lenkern geführte Starrachsen und Schraubenfedern für bessere Fahreigenschaften. In der „heavy Duty“ Version gab es zunächst nur Blattfedern, später wurden an der Vorderachse Schraubenfedern verbaut. Die leichtere Version des Land Cruiser erhielt den Toyota 22R-2,4-l-Ottomotor, sowie die 2-Liter- und 2-Liter-Turbodiesel und 2,4-Liter-Dieselmotoren aus dem Toyota Hilux, darüber hinaus den 3,0-Liter Turbodiesel 1KZ-T.
Darüber hinaus war auch ein 4-Liter-Ottomotor erhältlich, der im Laufe der Jahre auf elektronische Benzindirekteinspritzung umgestellt wurde. Ein Automatikgetriebe (A440F) wurde ebenfalls eingeführt.
Der J7 in der „light duty“ Ausführung mit Schraubenfedern rundum wurde in einigen Märkten als Toyota Bundera oder Landcruiser II und später als 70 Prado/Prado 70 verkauft. Der 70 Prado war sehr populär und wurde später zum Prado 90 weiterentwickelt.
1990 kam eine neue Dieselmotor-Generation mit dem Fünf-Zylinder-Saugmotor 1PZ und dem Sechs-Zylinder-Saugmotor 1HZ ins Angebot.
1993 führte Toyota zusätzlich den 24-Ventiler-4,5-Liter-Sechszylinder-Ottomotor 1FZ in der Baureihe ein.
1999 wurde die J7-Serie umfassend überarbeitet mit Schraubenfederung anstatt Blattfedern an der Vorderachse, verlängerten hinteren Blattfedern für erhöhten Fahrkomfort und Federweg. Die Räder waren nun mit fünf statt sechs Radbolzen befestigt, und mehrere kleinere Modifikationen am Antriebsstrang wurden zur Erhöhung der Haltbarkeit durchgeführt.
2002 wurde das Modell HDJ79, zuerst in Australien, mit dem 1HD-FTE-4,2-Liter-Sechszylinder-24-Ventil-Turbodieselmotor mit Direkteinspritzung eingeführt.
Ab 2007 baute Toyota mit dem 4,5-Liter-1VD-FTV den ersten V8-Turbodieselmotor in der J7-Serie für einige Länder ein. Außerdem wurde ein zusätzliches 4-türiges Modell mit mittlerem Radstand (76) eingeführt, und die Front für alle Modelle war nun deutlich überarbeitet.
2008 endete die Produktion der J7-Reihe in Venezuela, während die Produktion in Südafrika für die noch verbliebenen Märkte weiterlief.
2012 wurde ein Doppelkabinen-Pick-up in Südafrika mit dem 4,2-Liter-Dieselmotor oder 4,0-l-Ottomotor eingeführt, der auch nach Australien exportiert wird, dorthin jedoch mit dem 4,5-l-V8-Dieselmotor. Neben Afrika und Ozeanien wird die J7/Prado 90-Generation auch noch offiziell in Südamerika, Ländern des Nahen Ostens und kleineren asiatischen Schwellenländern aus südafrikanischer Produktion angeboten.
Der Land Cruiser J7 ist oftmals in Nachrichtensendungen im Zusammenhang mit UNO-Missionen und kriegerischen Auseinandersetzungen zu sehen und wird in Deutschland auch noch zu Zwecken des Rettungsdienstes, insbesondere für die Bergwacht zugelassen.
Im Bereich der leichten, allradgetriebenen Nutzfahrzeuge ist die Version des J7 mit 6-Zylinder-Dieselmotor und Schaltgetriebe eines der letzten Serienfahrzeuge, das ab Werk über die Möglichkeit eines Nebenabtriebes verfügt. Der ebenfalls mit PTO nachrüstbare Land Rover Defender wurde Anfang 2016 eingestellt.

### J8 (1990–1997)

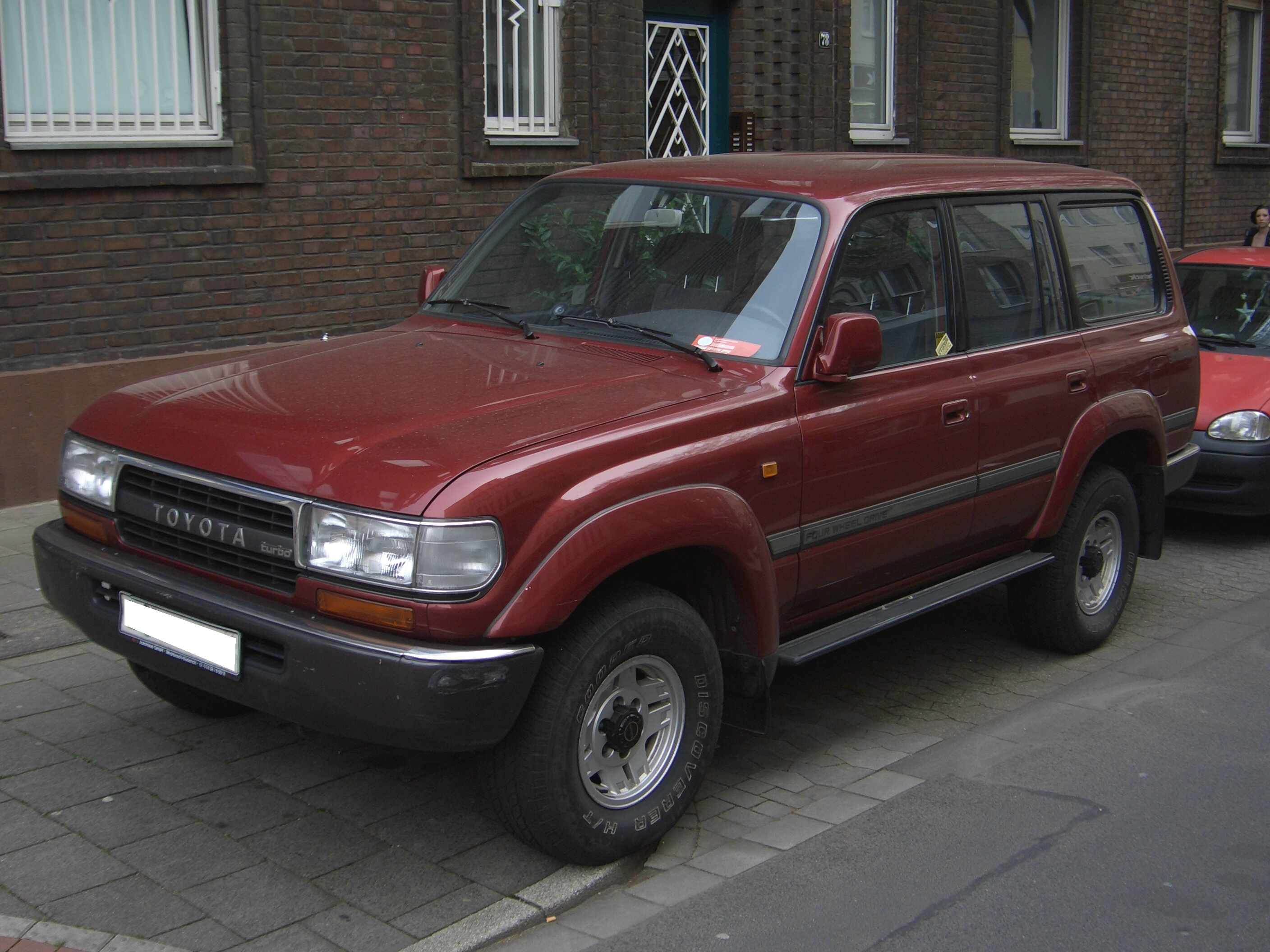
Toyota Land Cruiser J8

Der J8 ist der Nachfolger des J6, gebaut von 1990 bis 1997. Auf dieser Basis gab es erstmals auch die Luxusversion Lexus LX. Der J8 gilt als Wendepunkt für mehr von allem: mehr Luxus, besonders für den europäischen oder japanischen Markt und mehr Geländetauglichkeit. Bei seinem Nachfolger J10 wich die starre, schraubengefederte Vorderachse einer Einzelradaufhängung.
Zu haben war der „80er“ mit einem 4,0l-R6-Ottomotor, der 1992 vom 4,5l-R6-1FZ-F (Vergaser) oder 1FZ-FE (Benzineinspritzung) abgelöst wurde. Die Auswahl bei den Dieselmotoren waren der 4,2l-1HZ, der 4,2l-1HD-T-12V und der 4,2l-1HD-FT-24V.
Im Gegensatz zu seinem Vorgänger dem J6 hatten die Modelle des J8 in Europa fast immer einen Permanentallrad.

### J9 (1996–2002)

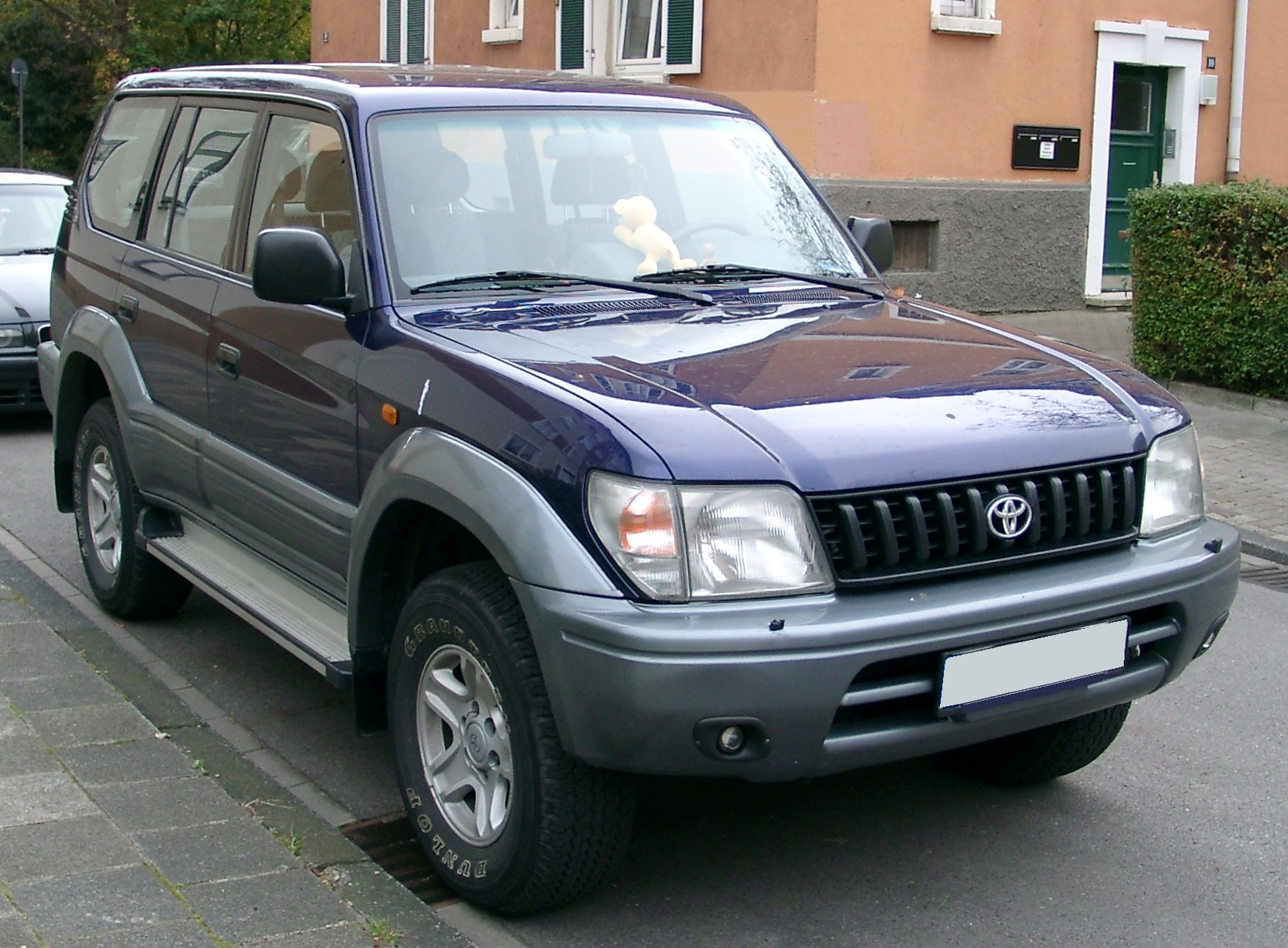
Toyota Land Cruiser J9

Der 1996 eingeführte J9 ersetzt zum Teil den J7. In einigen Ländern wird hierfür die neue Modellbezeichnung Toyota Land Cruiser Prado genutzt. In Deutschland hieß er Land Cruiser 90. Die Motorenpalette umfasste einen 3,4-Liter-V6-Ottomotor mit einer Leistung von 131 kW (178 PS), sowie ein 3,0-Liter-R4-Turbodiesel dieser leistete bis 1999 92 kW (125 PS) und ab August 1999 120 kW (163 PS). Die Motoren sind wahlweise mit 5-Gang-Schaltgetriebe bzw. mit Automatikgetriebe erhältlich. 2002 wurde der Land Cruiser 90 eingestellt.

### J10 (1998–2007)

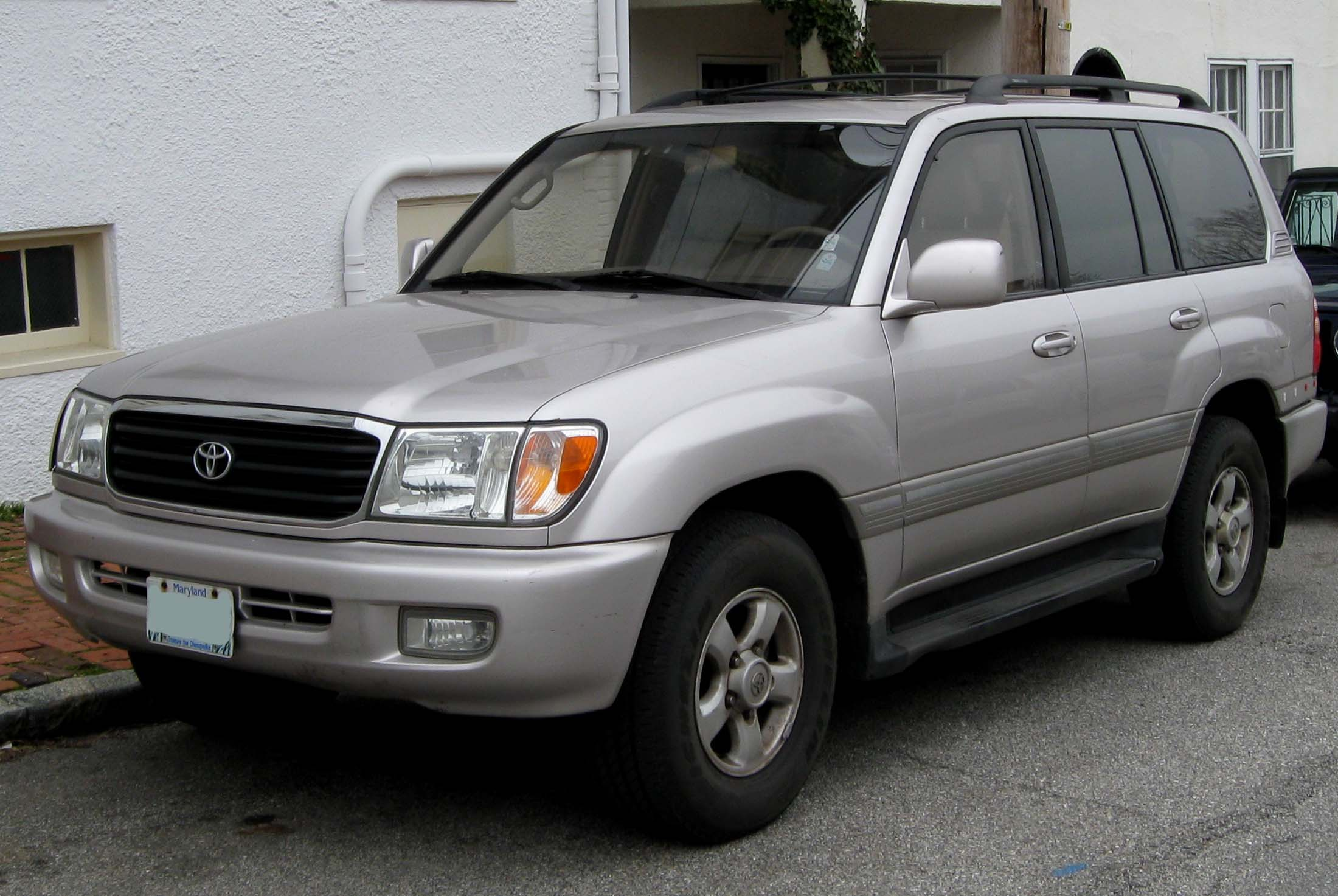
Toyota Land Cruiser J10

Der J10 wurde von 1998 bis 2007 als Nachfolger des J8 gebaut. Auch hierzu gibt es wieder einen Lexus LX. In Deutschland hieß er Land Cruiser 100. Als Vorderachse gibt es wahlweise eine Starrachse (J105) oder Einzelradaufhängung (J100). Für den J10 standen insgesamt zwei Motoren zur Verfügung. Bei den Ottomotoren war der 4,7-Liter-V8 mit 173–175 kW (235–238 PS) das Topmodell, das 4,2-Liter-R6 Dieselaggregat leistete 150 kW (204 PS), im HZJ 105 nur 96 kW (131 PS). Der V8-Motor ist nur mit Automatikgetriebe erhältlich, die Dieselmotoren sind mit 5-Gang-Schaltgetriebe bzw. wahlweise mit Automatikgetriebe erhältlich. Der Land Cruiser ist serienmäßig mit einer Klimaanlage ausgerüstet.

### J12 (2002–2009)
Der J12 ersetzte 2002 den J9. Gebaut wurde er, oft weiterhin als Toyota Land Cruiser Prado bezeichnet, bis Ende 2009. In vielen Ländern wird die Baureihe als Land Cruiser 120 bezeichnet. Vom Land Cruiser J12 gab es zwei Karosserie Versionen, mit 3 Türen oder 5 Türen. In Deutschland wurden ein 4,0-Liter-V6-Ottomotor mit 183 kW (249 PS) sowie 3,0-Liter-Vierzylinder-Turbodieselmotoren mit 120 kW (163 PS), 127 kW (173 PS) und 130 kW (177 PS) angeboten. Der V6-Motor ist nur mit Automatikgetriebe erhältlich, die Dieselmotoren sind mit 5- bzw. 6-Gang-Schaltgetriebe oder wahlweise mit 4- bzw. 5-Gang-Automatikgetriebe erhältlich.
Ein stark umgebautes Modell dieser Reihe ist eines der ersten Autos (neben zwei umgebauten Toyota Hilux), die jemals den magnetischen Nordpol erreicht haben (Details siehe Top Gear: Polar Special).

### J20 (2008–2021)
Ab 2008 war die fünfte Generation, der Land Cruiser J20, auf dem Markt und löste den Vorgänger J10 ab. Hierzulande trug er die Verkaufsbezeichnung Land Cruiser V8, auf anderen Märkten Land Cruiser oder Land Cruiser 200. Auf ihm basiert die dritte Generation des Lexus LX.
Der Land Cruiser V8 hat an der Vorderachse Doppelquerlenker und hinten eine Starrachse. Allradantrieb und ein Sechs-Stufen-Automatikgetriebe sind serienmäßig. Für Deutschland gab es einen langhubigen V8-Dieselmotor mit 4,5 Liter Hubraum und 210 kW (286 PS) Leistung bei 3600/min. Das maximale Drehmoment von 650 Nm wird bei 1600 bis 2800/min erreicht. Der kombinierte Verbrauch beträgt 10,2 l/100 km (270 g CO2-Emission/km). Die Höchstgeschwindigkeit beträgt 210 km/h und die Beschleunigung von 0 auf 100 km/h erfolgt in 8,2 Sekunden.
Auf anderen Märkten wurden auch Ottomotoren mit 4,7 oder 5,7 Liter Hubraum angeboten.
Der Land Cruiser V8 hat vorne wie hinten innenbelüftete Scheibenbremsen. Die mögliche Zuladung beträgt bei einem zulässigen Gesamtgewicht von 3,3 Tonnen je nach Fahrzeugausstattung 505 bis 610 Kilogramm. Ungebremste Anhänger dürfen bis 750 Kilogramm wiegen. Die Anhängelast gebremst bis zwölf Prozent Steigung beträgt 3,5 Tonnen. Der Dieseltank fasst 93 Liter.
Wasserdurchfahrten sind bis 70 Zentimeter möglich. Die Steigfähigkeit beträgt 100 Prozent (45 Grad), der Kippwinkel 44 Grad und die Mindestbodenfreiheit 225 Millimeter. Für eine 180-Grad-Wende benötigt der Land Cruiser V8 11,9 Meter.

#### Modellpflege
Im Frühjahr 2012 wurde der Land Cruiser V8 leicht überarbeitet. Er erhielt unter anderem Tagfahr- und Heckleuchten mit Leuchtdioden, und es wurde ein neuer V8-Ottomotor eingeführt, der jedoch nur in bestimmten Märkten zu haben ist. In Europa wird weiterhin ausschließlich ein V8-Diesel angeboten, der nun 200 kW (272 PS) leistet.

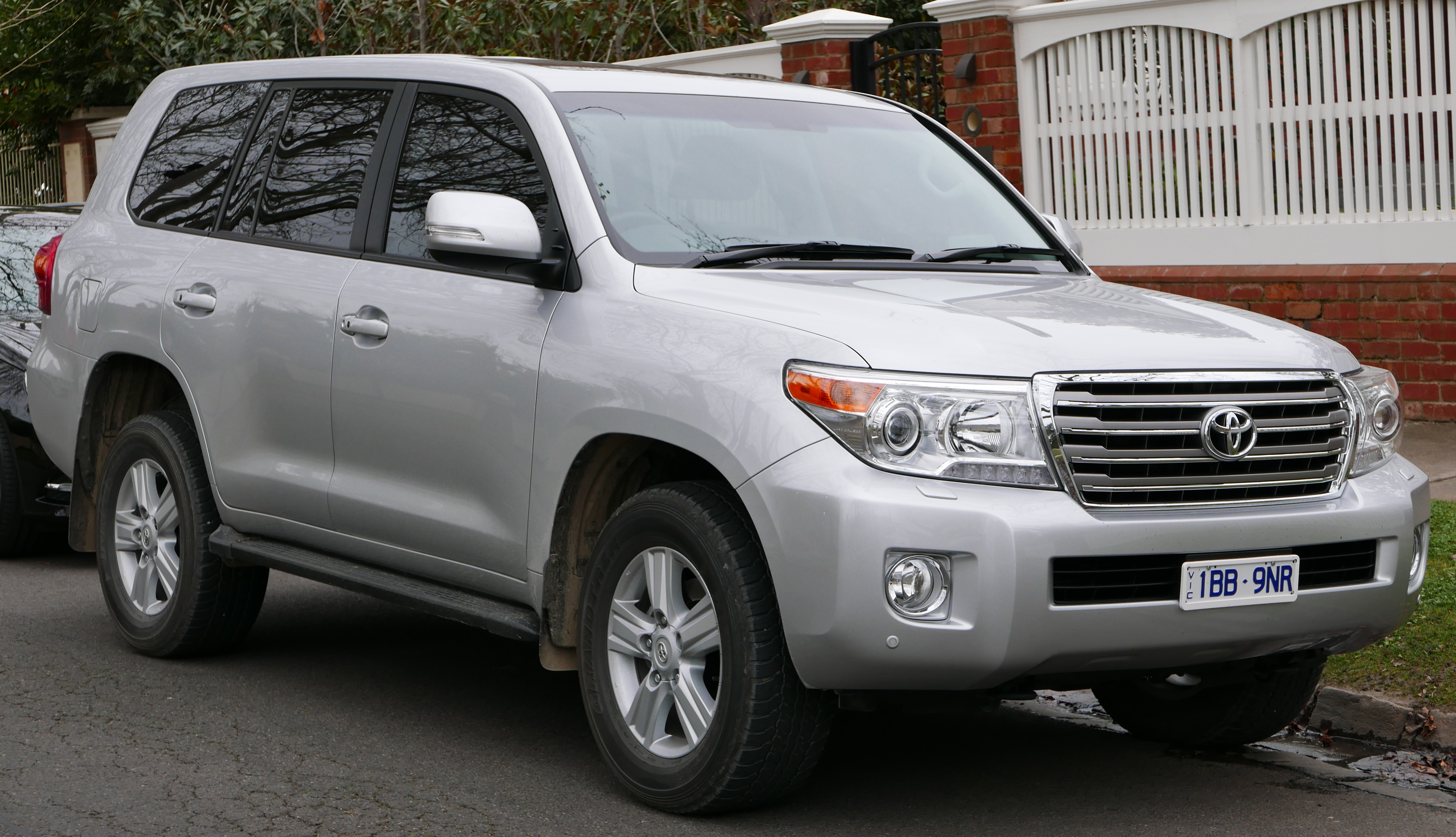
Toyota Land Cruiser (2012–2015)
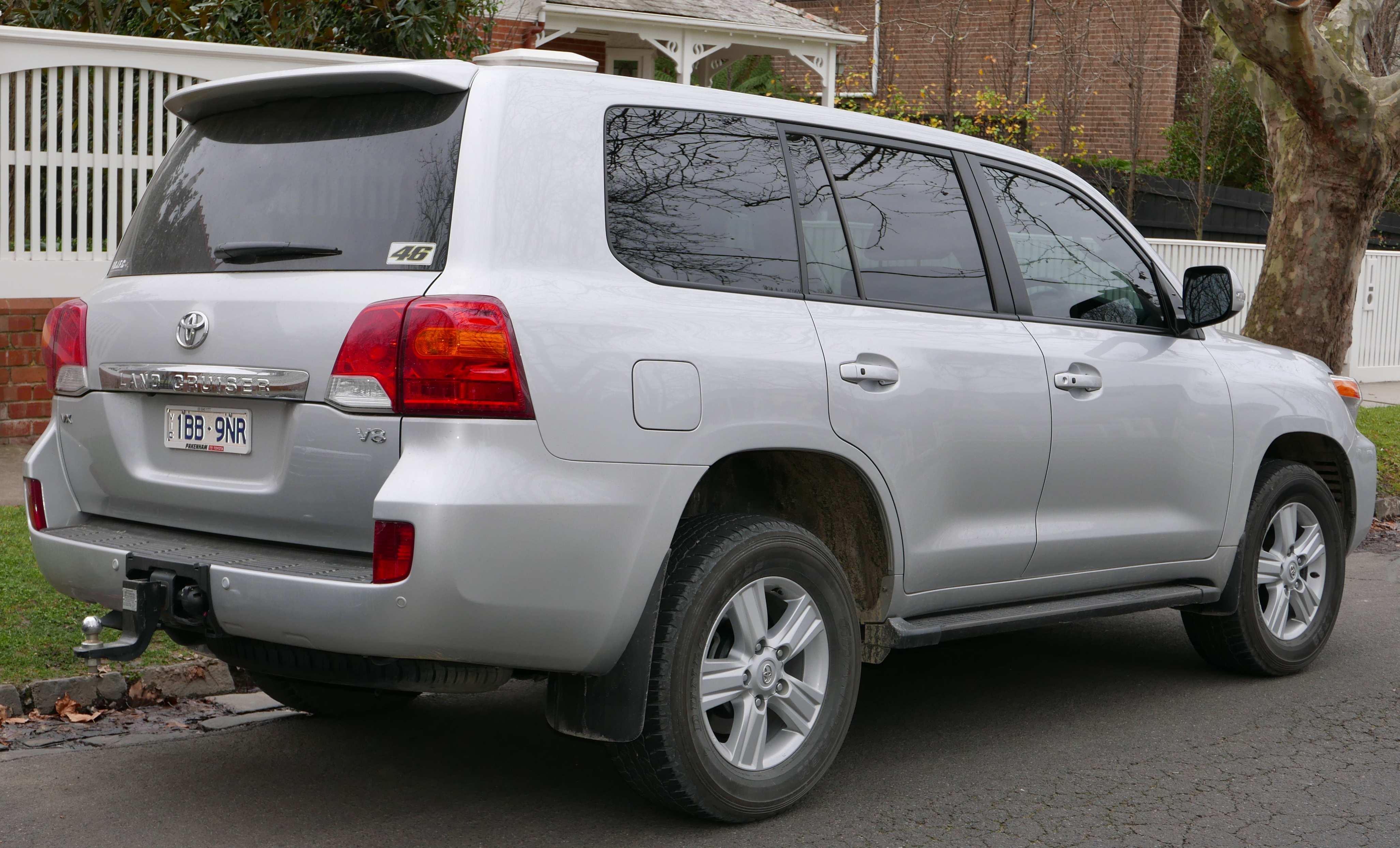
Heckansicht

Im Herbst 2015 erhielt das Modell eine weitere Überarbeitung, neue Assistenzsysteme und kleinere technische Änderungen. Der V8-Diesel erfüllt allerdings nicht die seit dem 1. September 2015 vorgeschriebene Abgasnorm Euro 6, weshalb mit dem Facelift der Verkauf des J20 auf EU-Märkten sowie der Schweiz eingestellt wurde.

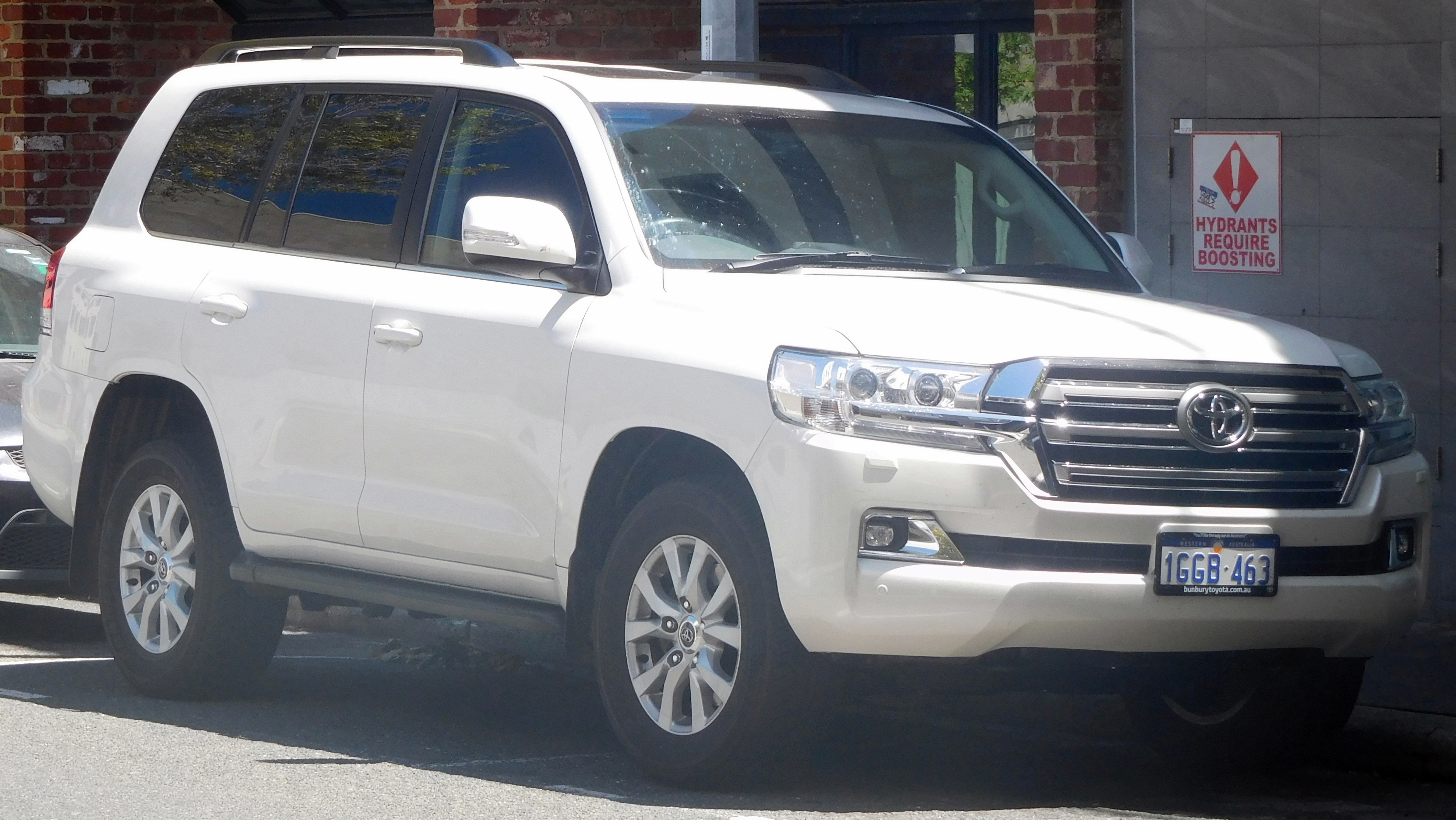
Toyota Land Cruiser (2015–2021)
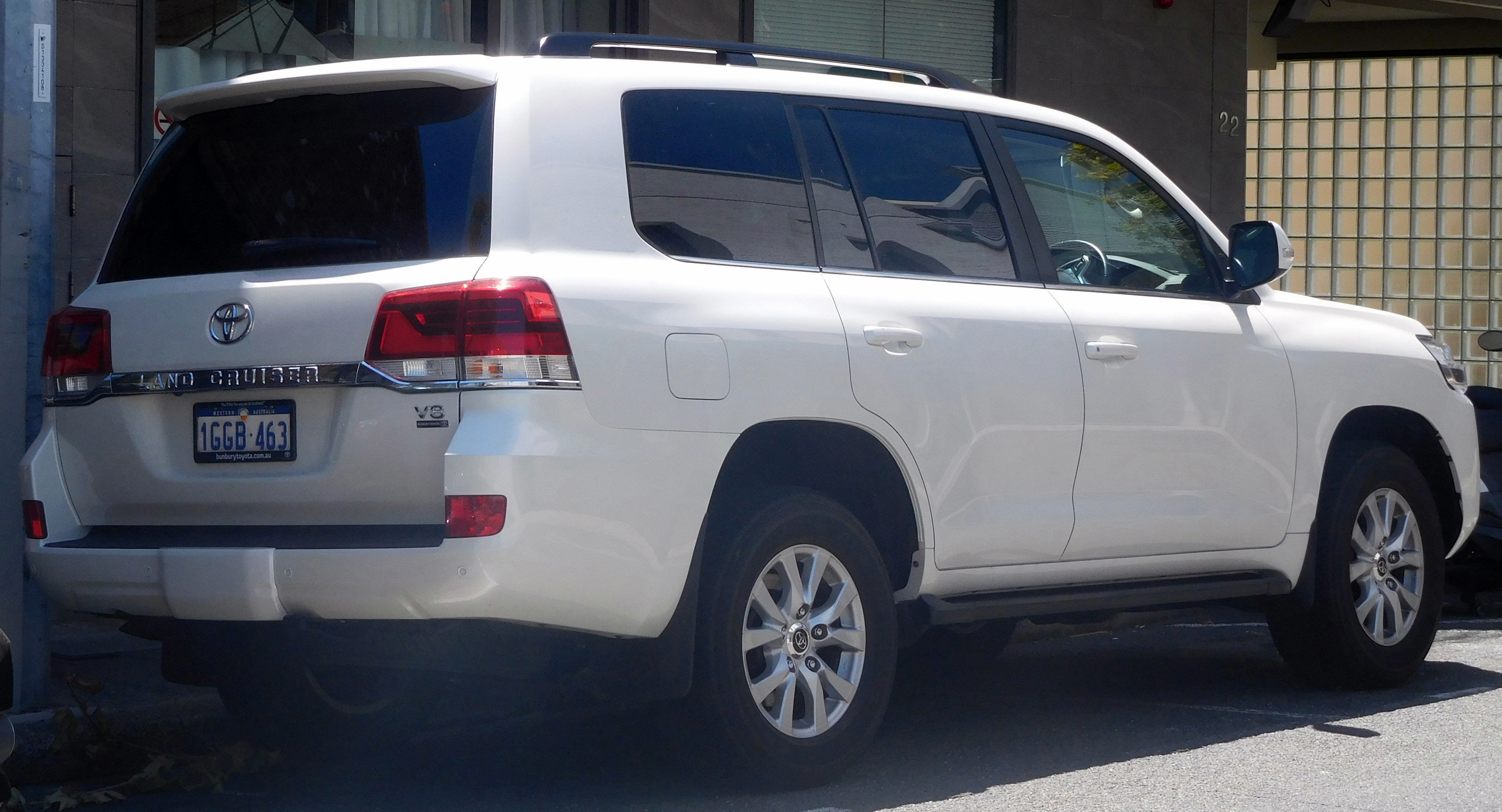
Heckansicht
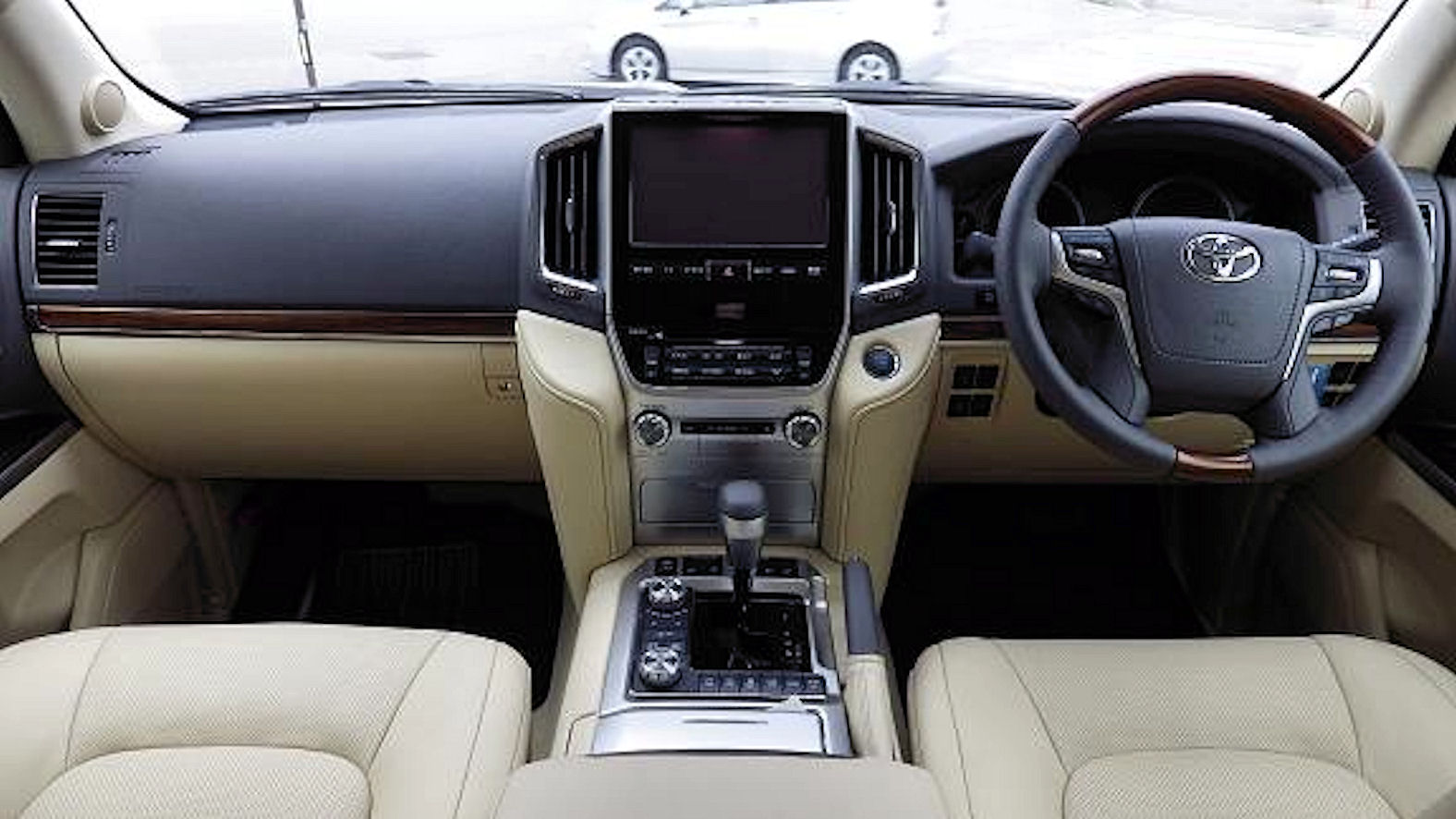
Innenraum (Rechtslenker)

#### Technische Daten
|                                             | 4.0 V6                                                         | 4.7 V8                   | 4.6 V8                   | 5.7 V8                   | 4.5 V8 D-4D              | 4.5 V8 D-4D              | 4.5 V8 D-4D (Russland)      |
| Bauzeitraum                                 | 03/2008–06/2021                                                | 03/2008–12/2009          | 01/2010–06/2021          | 03/2008–06/2021          | 03/2008–03/2012          | 04/2012–09/2015          | 10/2015–06/2021             |
| Motorkenndaten                              |                                                                |                          |                          |                          |                          |                          |                             |
| Motortyp                                    | V6-Ottomotor                                                   | V8-Ottomotor             | V8-Ottomotor             | V8-Ottomotor             | V8-Dieselmotor           | V8-Dieselmotor           | V8-Dieselmotor              |
| Motorkennziffer                             | 1GR-FE                                                         | 2UZ-FE                   | 1UR-FE                   | 3UR-FE                   | 1VD-FTV                  | 1VD-FTV                  | 1VD-FTV                     |
| Hubraum                                     | 3956 cm³                                                       | 4664 cm³                 | 4608 cm³                 | 5663 cm³                 | 4461 cm³                 | 4461 cm³                 | 4461 cm³                    |
| max. Leistung bei min−1                     | 202 kW (275 PS) / 5600                                         | 212 kW (288 PS) / 5400   | 227 kW (309 PS) / 5500   | 284 kW (386 PS) / 5600   | 210 kW (286 PS) / 3600   | 200 kW (272 PS) / 3600   | 183 kW (249 PS) / 2800–3600 |
| max. Drehmoment bei min−1                   | 385 Nm / 4400                                                  | 445 Nm / 3400            | 439 Nm / 3400            | 544 Nm / 3600            | 650 Nm / 1600–2800       | 650 Nm / 1600–2800       | 650 Nm / 1600–2600          |
| Kraftübertragung                            |                                                                |                          |                          |                          |                          |                          |                             |
| Antrieb, serienmäßig                        | Allradantrieb                                                  | Allradantrieb            | Allradantrieb            | Allradantrieb            | Allradantrieb            | Allradantrieb            | Allradantrieb               |
| Getriebe, serienmäßig                       | 5-Gang-Schaltgetriebe/6-Gang-Automatikgetriebe (je nach Markt) | 5-Gang-Automatikgetriebe | 6-Gang-Automatikgetriebe | 8-Gang-Automatikgetriebe | 6-Gang-Automatikgetriebe | 6-Gang-Automatikgetriebe | 6-Gang-Automatikgetriebe    |
| Messwerte                                   |                                                                |                          |                          |                          |                          |                          |                             |
| Höchstgeschwindigkeit                       | 190 km/h                                                       | 200 km/h                 | 205 km/h                 | k. A.                    | 210 km/h                 | 210 km/h                 | 210 km/h                    |
| Beschleunigung, 0–100 km/h                  | k. A.                                                          | 9,5 s                    | 8,6 s                    | k. A.                    | 8,2 s                    | 8,9 s                    | 8,9 s                       |
| Kraftstoffverbrauch auf 100 km (kombiniert) | 15,7 l Super                                                   | 14,4 l Super             | 13,3 l Super             | 15,7 l Super             | 10,2 l Diesel            | 9,5 l Diesel             | 9,5 l Diesel                |
| CO2-Emissionen (kombiniert)                 | k. A.                                                          | 340 g/km                 | 308 g/km                 | k. A.                    | 270 g/km                 | 250 g/km                 | 250 g/km                    |
| Tankinhalt                                  | 93 l                                                           | 93 l                     | 93 l                     | 93 l                     | 93 l                     | 93 l                     | 93 l                        |

### J15 (2009–2024)

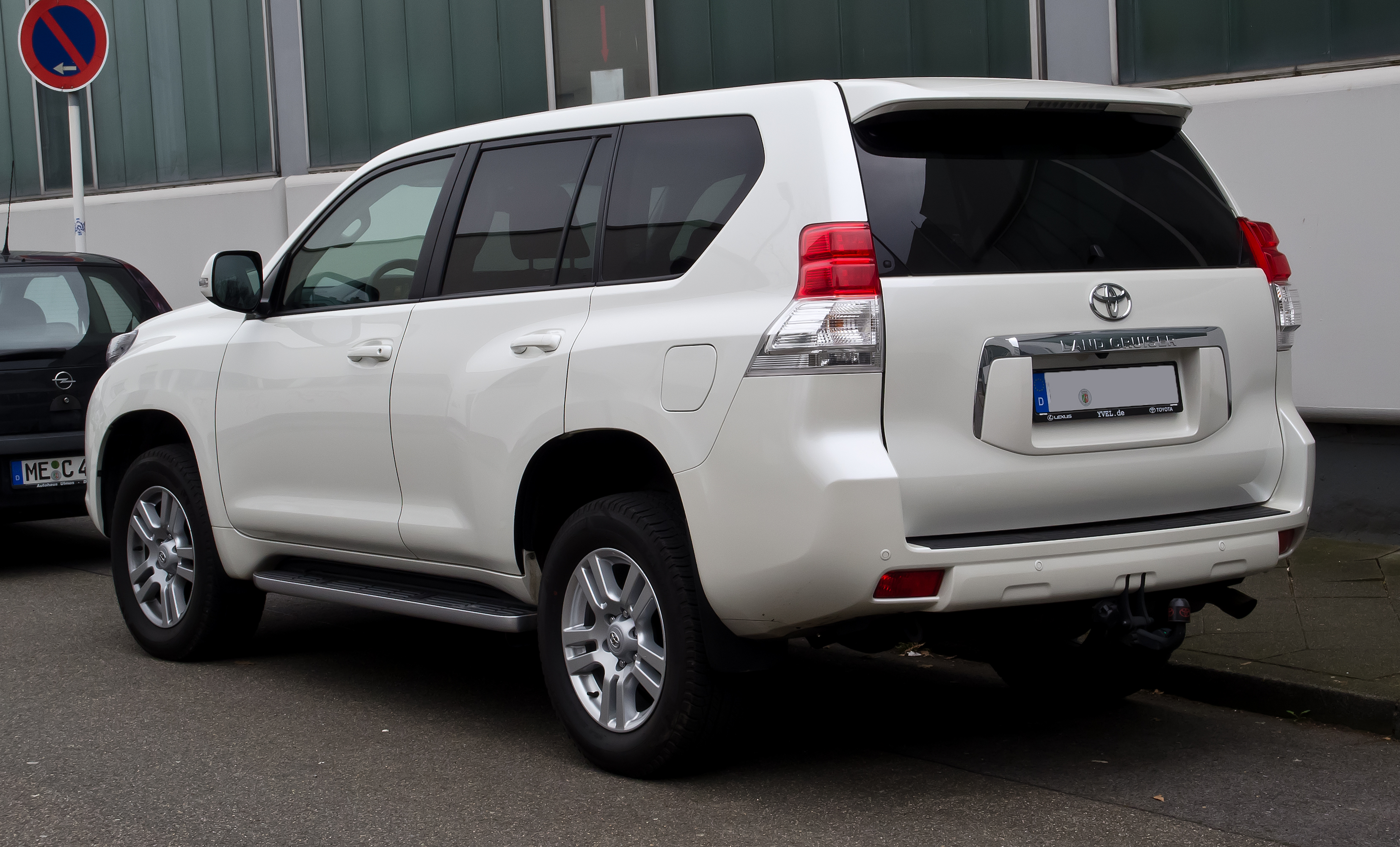
Heckansicht

Der J15 wurde zwischen 2009 und 2024 als Nachfolger des J12 gebaut. In Deutschland trägt er die Verkaufsbezeichnung Land Cruiser, in Österreich wird die Bezeichnung Land Cruiser 300 vom Vorgänger weitergeführt, auf anderen Märkten als Prado oder Land Cruiser Prado. Der Geländewagen wurde als dreitürige und fünftürige Karosserievariante angeboten.
Der Land Cruiser hat an der Vorderachse Doppelquerlenker und hinten eine Starrachse. Alle Räder werden über ein Fünf-Stufen-Automatikgetriebe oder ein Sechsgang-Schaltgetriebe angetrieben.
Bis August 2015 gab es einen langhubigen Vierzylinder-Dieselmotor mit drei Litern Hubraum und 140 kW (190 PS) Leistung bei 3400/min. Das maximale Drehmoment von 420 Nm wird bei 1600 bis 2800/min erreicht. Der kombinierte Verbrauch beträgt beim Dreitürer bei Einsatz des Schaltgetriebes 8,0 l/100 km (210 g/km CO2-Emission) und bei Einsatz des Automatikgetriebes 8,4 l/100 km (220 g/km). Der Fünftürer verbraucht 0,1 l/100 km mehr. Die Höchstgeschwindigkeit beträgt 175 km/h und die Beschleunigung von 0 auf 100 km/h erfolgt mit dem Schaltgetriebe in 11,7 Sekunden (Automatikgetriebe: 12,4 Sekunden).
Der Land Cruiser hat vorn wie hinten innenbelüftete Scheibenbremsen. Die mögliche Zuladung beträgt bei einem zulässigen Gesamtgewicht von 2,6 Tonnen/2,99 Tonnen (Dreitürer/Fünftürer) je nach Fahrzeugausstattung 385 bis 835 Kilogramm. Ungebremste Anhänger dürfen bis 750 Kilogramm wiegen. Die Anhängelast gebremst bis zwölf Prozent Steigung beträgt drei Tonnen. Der Dieseltank fasst 87 Liter.

#### Modellpflege
Im Sommer 2013 gab Toyota ein Facelift bekannt. Dieses betrifft das Äußere, den Innenraum und einige technische Merkmale. Unter anderem wurden das Fahrwerk überarbeitet, die Antischlupfregelung weiterentwickelt und die Fahrmodi geändert.

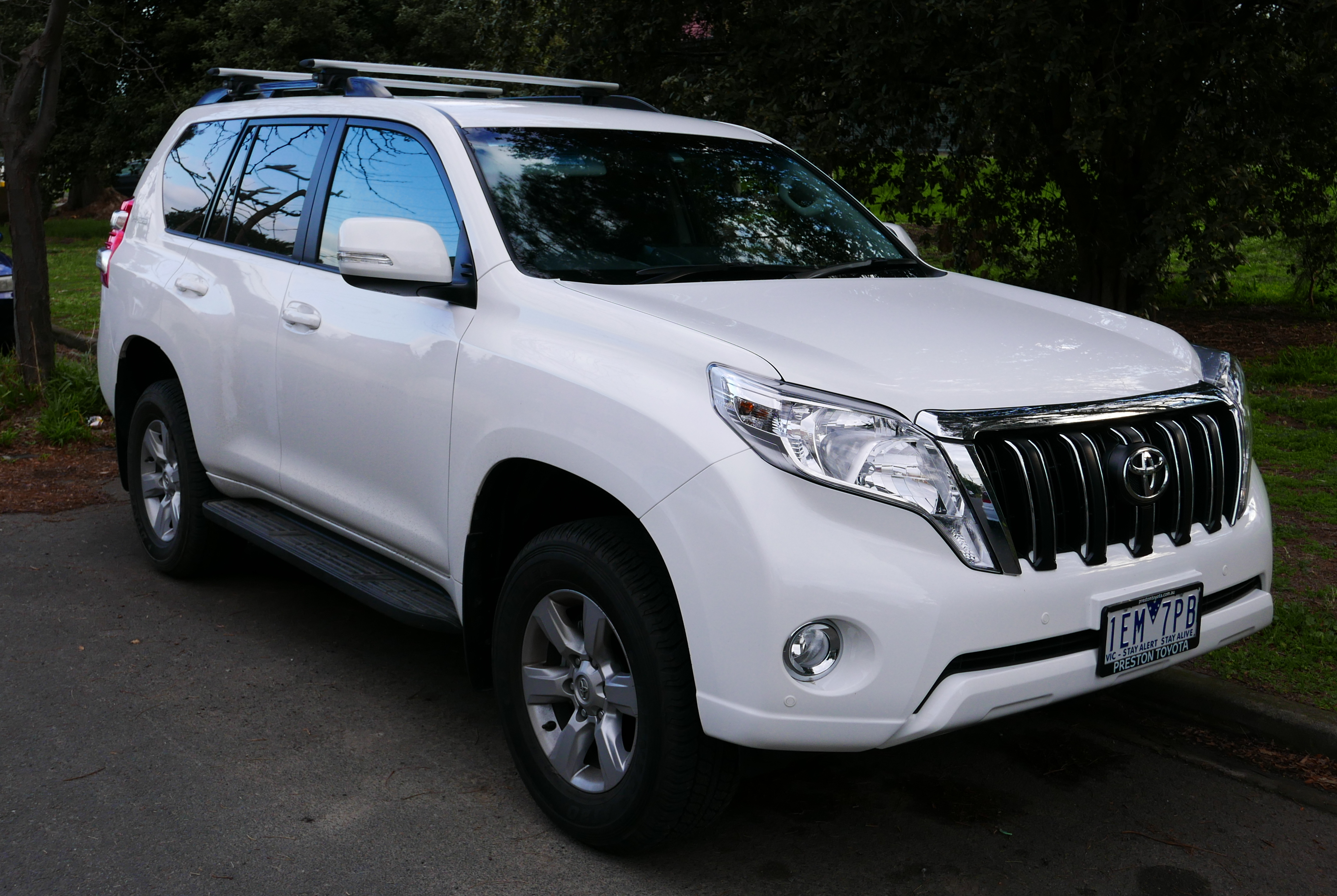
Toyota Land Cruiser J15 (2013–2014)
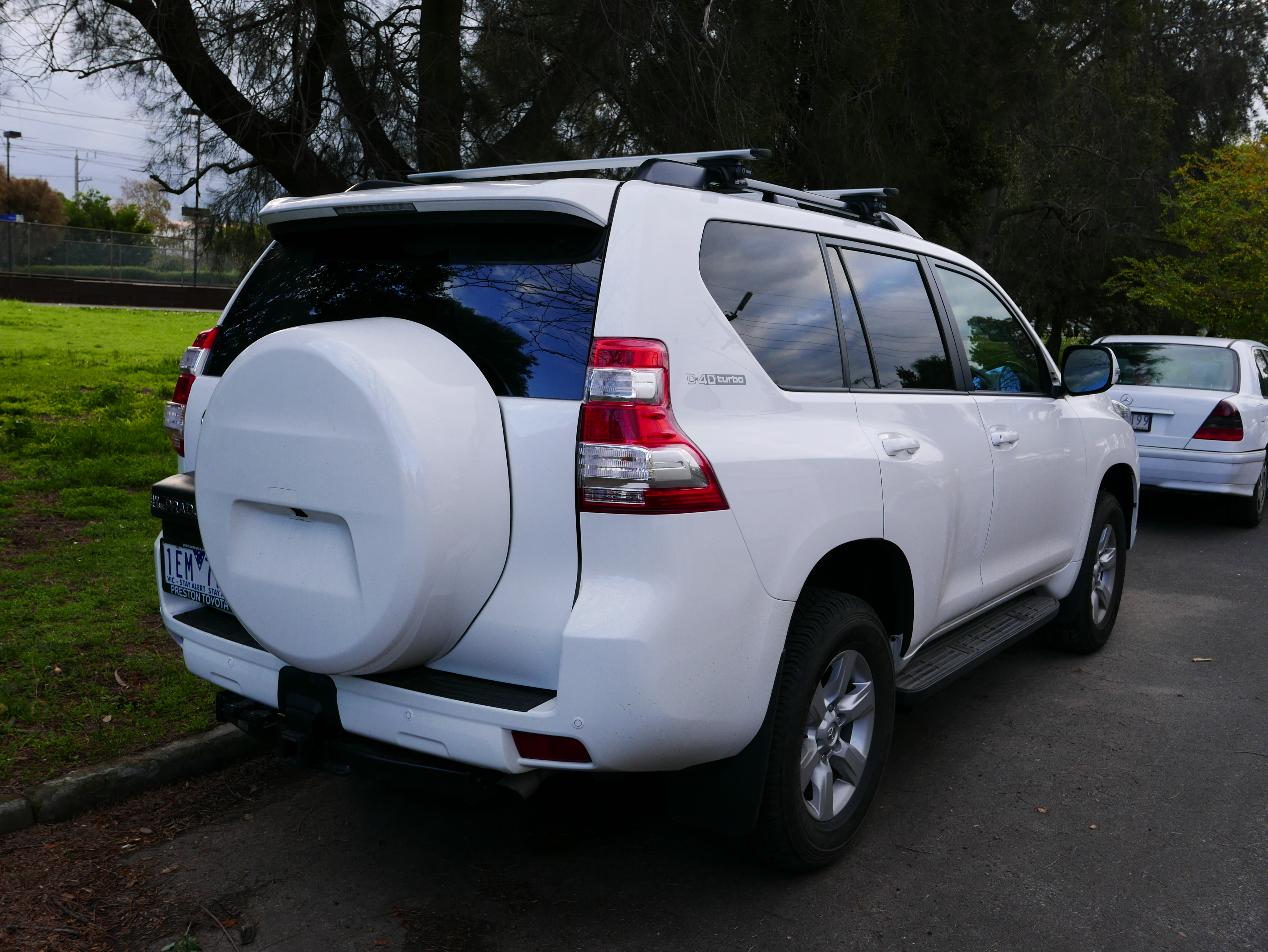
Heckansicht

Im Frühjahr 2014 wurde der Land Cruiser ein weiteres Mal überarbeitet. Fortan hat das Modell optional LED-Scheinwerfer mit LED-Tagfahrlicht sowie einen neu gestalteten Stoßfänger. Dadurch ist das Fahrzeug zwei Zentimeter länger.
Im August 2015 folgte ein weiteres Facelift, mit dem ein neuer Motor Einzug hielt. Der neue Vierzylinder-Dieselmotor hat 2755 cm³ Hubraum und leistet 130 kW (177 PS) bei 3400/min sowie in Verbindung mit einer 6-Gangautomatik 450 Nm zwischen 1600 und 2400/min. In Verbindung mit einem manuell zu schaltenden 6-Ganggetriebe beträgt das Drehmoment 420 Nm zwischen 1400 und 2600/min. Weiterhin beträgt die Höchstgeschwindigkeit 175 km/h, auf 100 km/h beschleunigt er in 12,1 Sekunden (Automatikgetriebe: 12,7 Sekunden). Der Verbrauch des Dreitürers liegt bei 7,2 l auf 100 km (190 g/km CO2-Emission) und beim Fünftürer jeweils bei 7,4 l (194 g/km).
Im Frühjahr 2018 brachte Toyota im Rahmen der Modellpflege weitere Neuerungen und Verbesserungen. Die Motorhaube wurde in der Mitte abgesenkt und der Kühlergrill umgestaltet sowie die Frontscheinwerfer abgeflacht. Die Rückleuchten haben nun standardmäßig LED-Technik. Im Innenraum gestaltete Toyota das Armaturenbrett um und bietet mit der Innenfarbe Beige eine dritte Innenraumvariante (neben Schwarz und Schwarz/Braun). Ein weiteres Facelift folgte im August 2022.

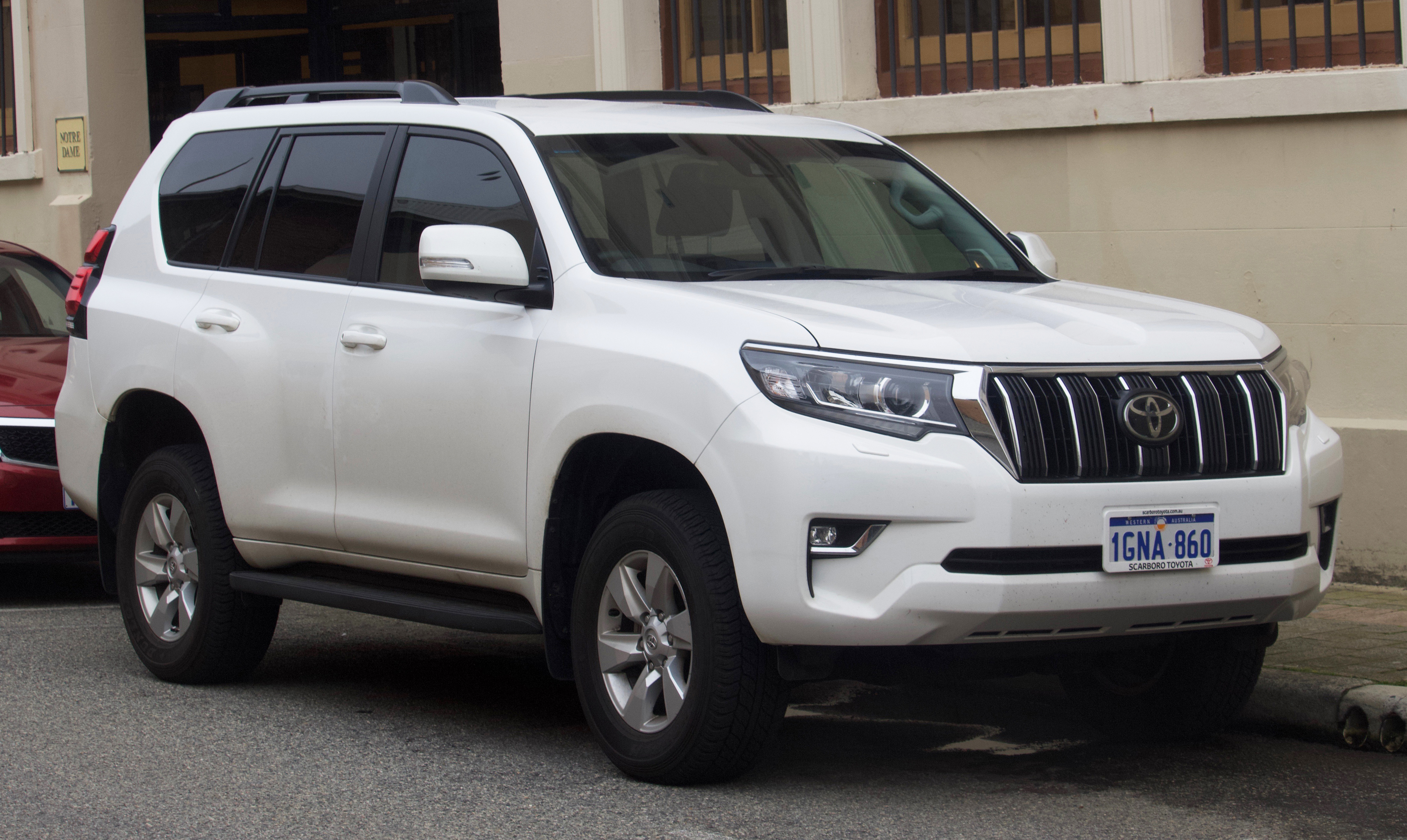
Toyota Land Cruiser J15 (2018–2022)
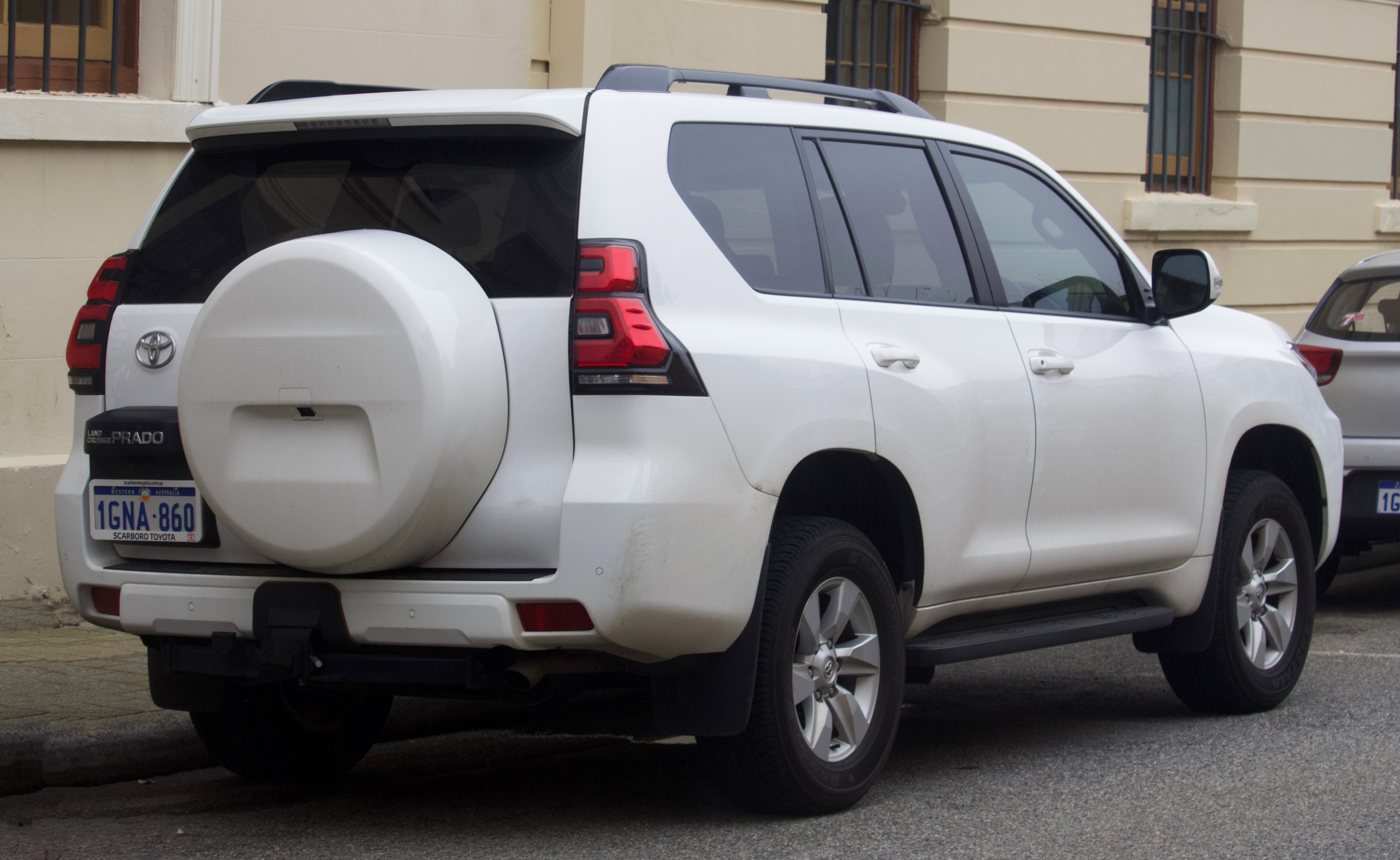
Heckansicht
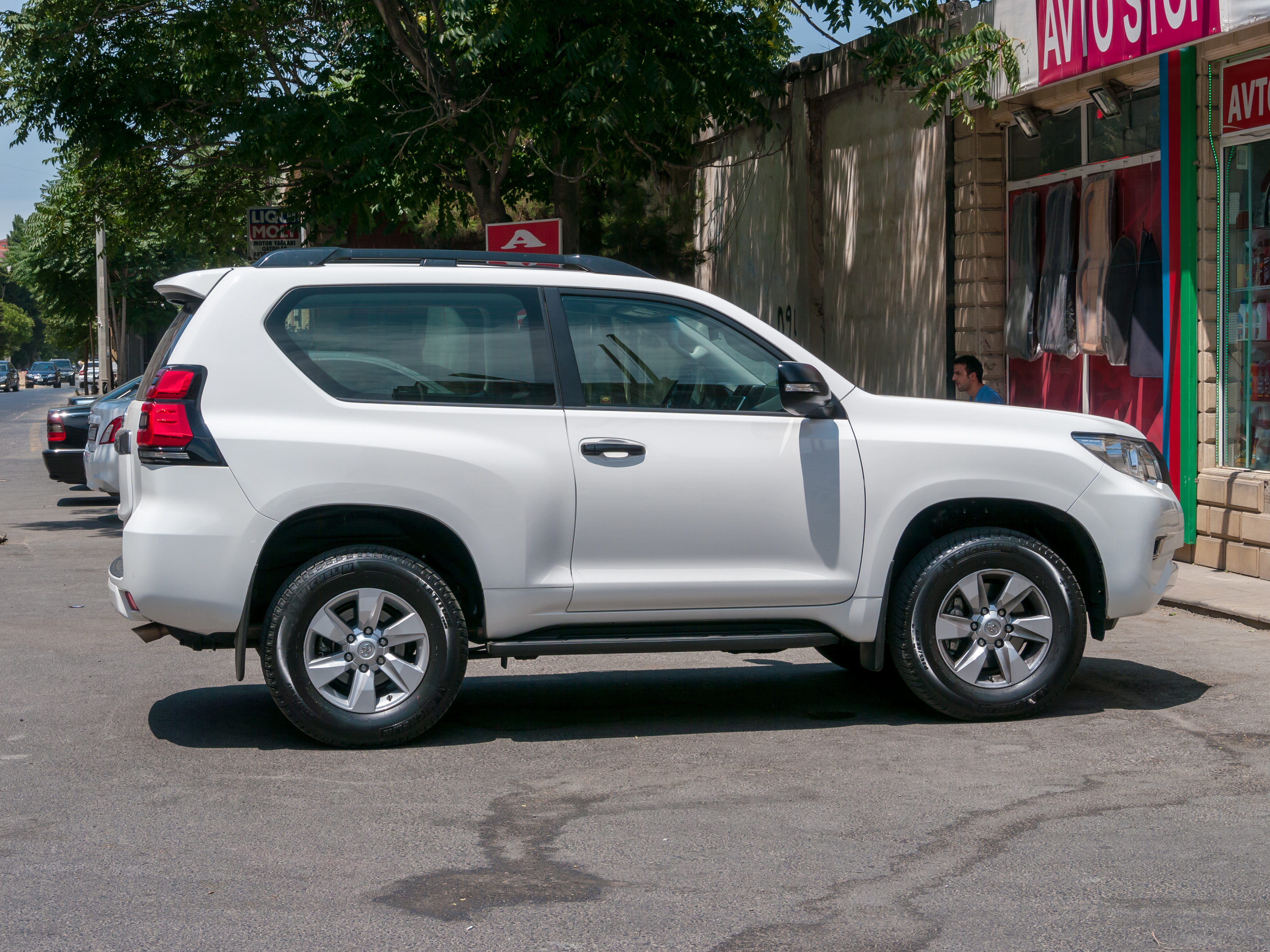
Seitenansicht Dreitürer
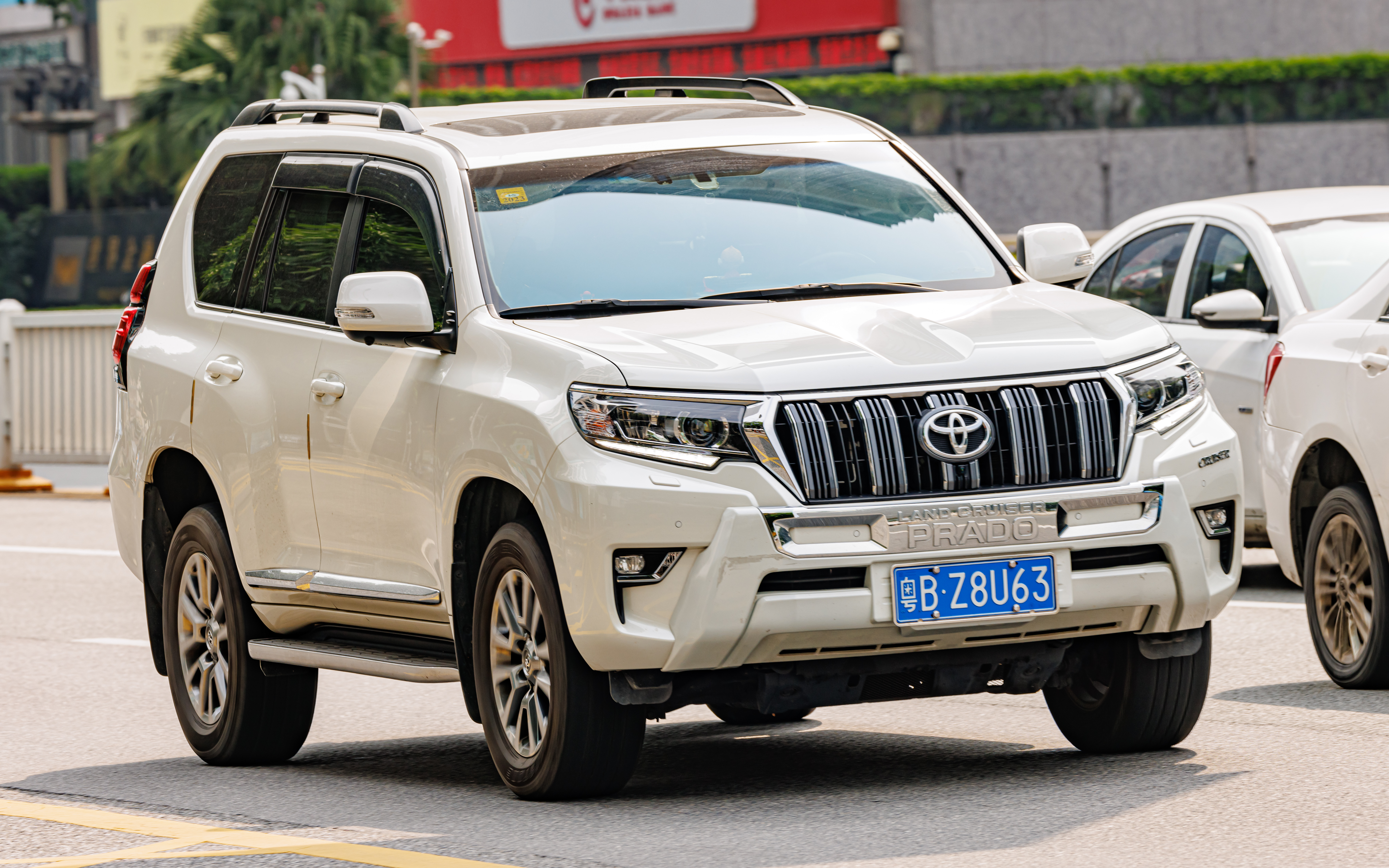
Toyota Land Cruiser J15 (2022–2024)

#### Technische Daten
|                                             | 2.7 VVT-i (Russland)        | 4.0 VVT-i (Russland/Niederlande) | 2.8 D-4D                                | 2.8 D-4D                                | 3.0 D-4D                 | 3.0 D-4D                 |
| Bauzeitraum                                 | 12/2009–08/2024             | 12/2009–08/2024                  | 08/2015–09/2020                         | 10/2020–08/2024                         | 12/2009–12/2010          | 01/2011–07/2015          |
| Motorkenndaten                              |                             |                                  |                                         |                                         |                          |                          |
| Motortyp                                    | R4-Ottomotor                | V6-Ottomotor                     | R4-Dieselmotor                          | R4-Dieselmotor                          | R4-Dieselmotor           | R4-Dieselmotor           |
| Hubraum                                     | 2694 cm³                    | 3956 cm³                         | 2755 cm³                                | 2755 cm³                                | 2982 cm³                 | 2982 cm³                 |
| max. Leistung bei min−1                     | 120 kW (163 PS) / 5200      | 207 kW (282 PS) / 5600           | 130 kW (177 PS) / 3400                  | 150 kW (204 PS) / 3000                  | 127 kW (173 PS) / 3400   | 140 kW (190 PS) / 3400   |
| max. Drehmoment bei min−1                   | 248 Nm / 3800               | 387 Nm / 4400                    | 420 Nm / 1400–2600 [450 Nm / 1600–3000] | 420 Nm / 1400–3400 [500 Nm / 1600–2800] | 410 Nm / 1600            | 420 Nm / 1600–2800       |
| Kraftübertragung                            |                             |                                  |                                         |                                         |                          |                          |
| Antrieb, serienmäßig                        | Allradantrieb               | Allradantrieb                    | Allradantrieb                           | Allradantrieb                           | Allradantrieb            | Allradantrieb            |
| Getriebe, serienmäßig                       | 5-Gang-Schaltgetriebe       | 6-Gang-Automatikgetriebe         | 6-Gang-Schaltgetriebe                   | 6-Gang-Schaltgetriebe                   | 6-Gang-Schaltgetriebe    | 6-Gang-Schaltgetriebe    |
| Getriebe, optional                          | [6-Gang-Automatikgetriebe]  | –                                | [6-Gang-Automatikgetriebe]              | [6-Gang-Automatikgetriebe]              | 5-Gang-Automatikgetriebe | 5-Gang-Automatikgetriebe |
| Messwerte                                   |                             |                                  |                                         |                                         |                          |                          |
| Höchstgeschwindigkeit                       | 165 km/h [160 km/h]         | 175 km/h                         | 175 km/h                                | 175 km/h                                | 175 km/h                 | 175 km/h                 |
| Beschleunigung, 0–100 km/h                  | 13,8 s [13,9 s]             | 8,8 s                            | 12,1 s [12,7 s]                         | 9,9 s                                   | 12,4 s [11,7 s]          | 11,4 s [11,0 s]          |
| Kraftstoffverbrauch auf 100 km (kombiniert) | 11,6 l Super [11,7 l Super] | 10,6 l Super                     | 7,2–7,5 l Diesel                        | 7,5–7,7 l Diesel [7,6–8,0 l Diesel]     | 8,2 l Diesel             | 8,1 l Diesel             |
| CO2-Emissionen (kombiniert)                 | 288 g/km [292 g/km]         | 248 g/km                         | 190–197 g/km                            | 199–203 g/km [201–212 g/km]             | 217 g/km                 | 214 g/km                 |
| Tankinhalt                                  | 87 l                        | 87 l                             | 87 l                                    | 87 l                                    | 87 l                     | 87 l                     |

### J30 (seit 2021)
Mit dem J300 wurde im Juni 2021 das Nachfolgemodell des J20 vorgestellt. Kurz darauf kam es unter anderem in den Vereinigten Arabischen Emiraten, Russland und Japan in den Handel. In Mitteleuropa oder Nordamerika wird das Fahrzeug nicht angeboten. Technisch basiert der Geländewagen mit Leiterrahmen auf der GA-F-Skalierung der Toyota New Global Architecture (TNGA) Plattform.
Das Modell wird, je nach Markt in den Ausstattungsvarianten EX.R, Elegans, GX.R (Basis), VX, ZX, Komfort+ und VX.R (Komfort) bzw. GR Sport (Off-Road) angeboten. Daneben wird auf einigen Märkten ein Sondermodell 70th Anniversary auf Basis des VX-Modells angeboten.
In den Vereinigten Arabischen Emiraten gab ein Toyota-Händler in Auftrag, einen Land Cruiser J300 in Originalgröße aus Lego-Bausteinen zu entwickeln und zu bauen. 12 Personen arbeiteten 2.688 Stunden an dem Modell aus über 440.000 Bausteinen.

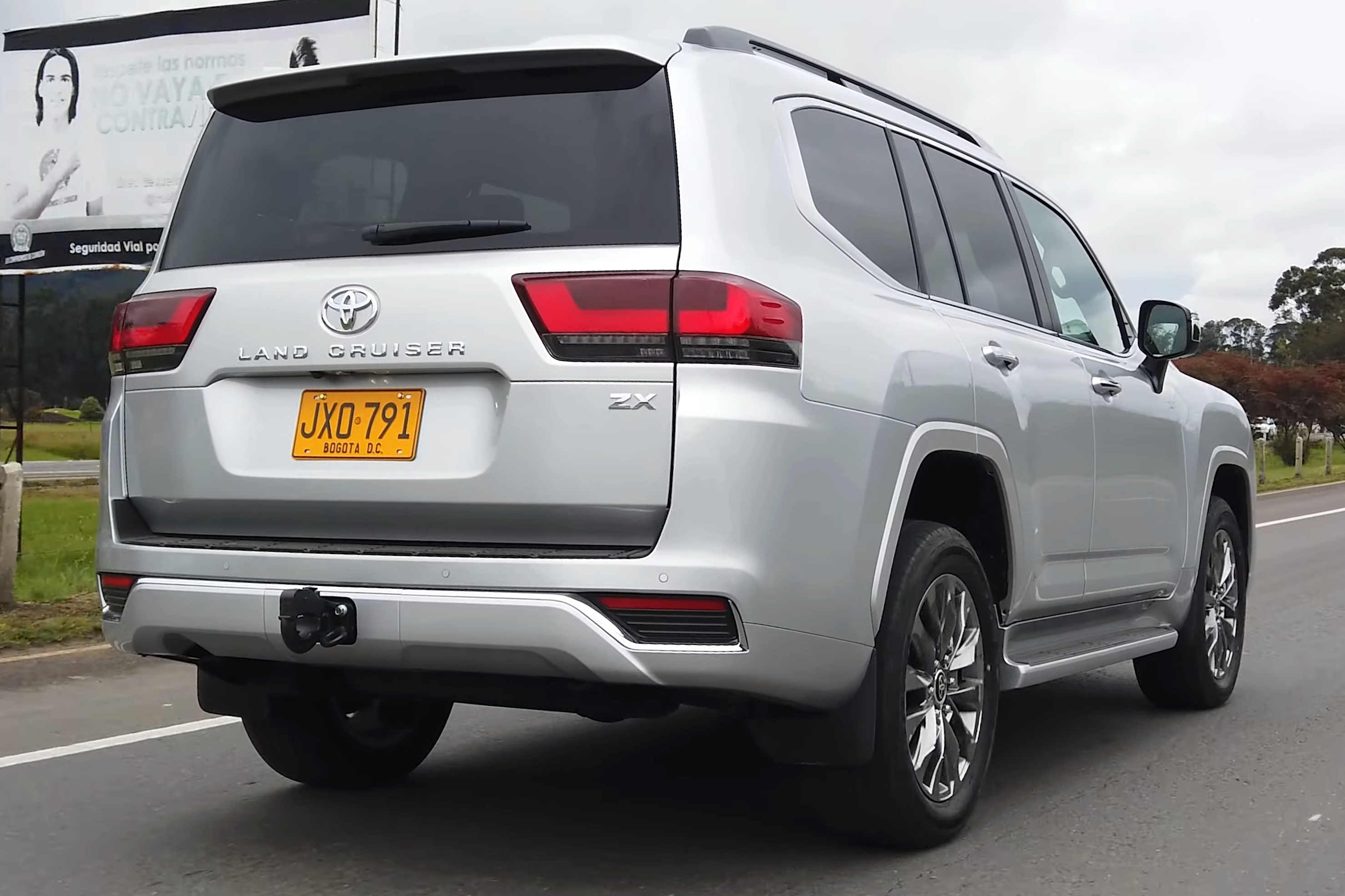
Heckansicht Land Cruiser ZX
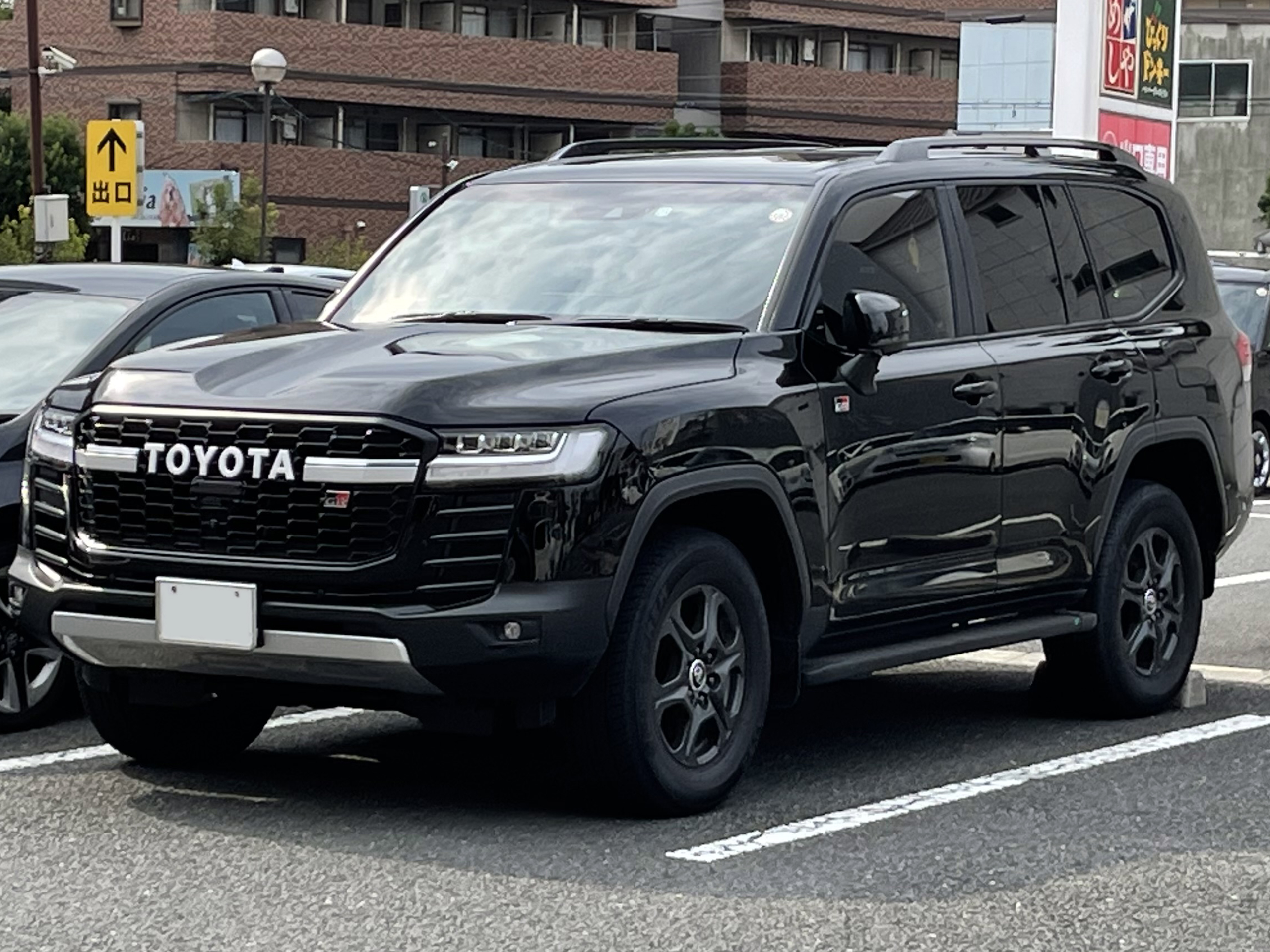
Land Cruiser GR Sport
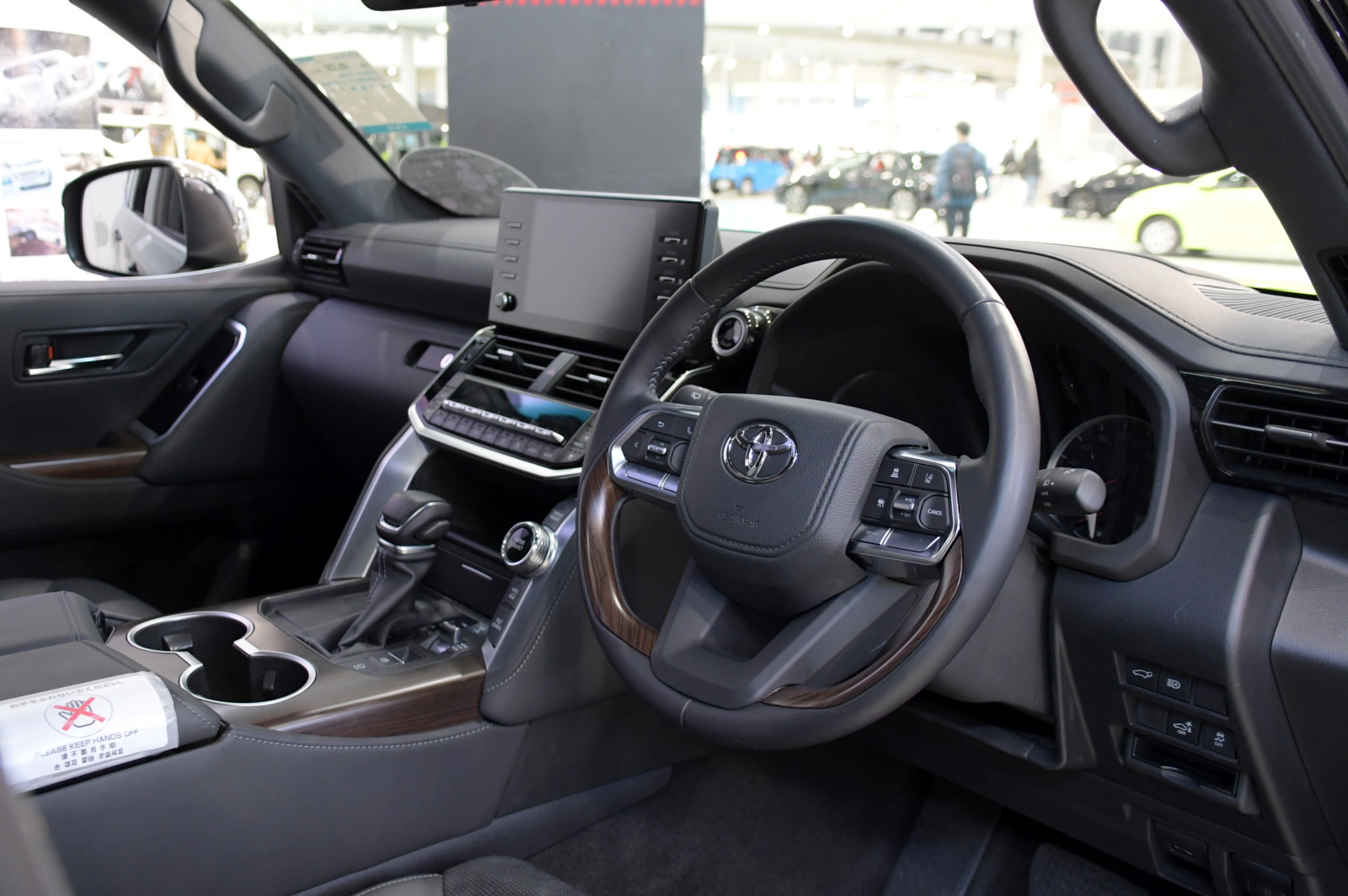
Innenraum (Rechtslenker)

#### Technische Daten
Für den neuen Land Cruiser stehen im Gegensatz zum Vorgängermodell keine V8-Motoren mehr zur Verfügung. Stattdessen kommt ein 3,4-Liter-V6-Ottomotor mit 305 kW (415 PS), ein 4,0-Liter-V6-Ottomotor mit 202 kW (275 PS) oder ein 3,3-Liter-V6-Dieselmotor mit 227 kW (309 PS) zum Einsatz. Im Juni 2025 wurde außerdem noch ein 3,4-Liter-Hybridantrieb mit 336 kW (457 PS) vorgestellt.
|                                             | 3.4 V6                      | 4.0 V6                   | 3.5 V6 Hybrid               | 3.3 V6                      |
| Motortyp                                    | V35A-FTS                    | 1GR-FE                   |                             | F33A-FTV                    |
| Bauzeitraum                                 | seit 06/2021                | seit 06/2021             | seit 06/2025                | seit 08/2021                |
| Motorkenndaten                              |                             |                          |                             |                             |
| Motortyp                                    | V6-Ottomotor                | V6-Ottomotor             | V6-Ottomotor + Elektromotor | V6-Dieselmotor              |
| Motoraufladung                              | Turbolader                  | —                        | Turbolader                  | Turbolader                  |
| Hubraum                                     | 3445 cm³ (85,5 mm × 100 mm) | 3956 cm³ (94 mm × 95 mm) | 3445 cm³                    | 3346 cm³ (86 mm × 96 mm)    |
| max. Leistung bei min−1                     | 305 kW (415 PS) / 5200      | 202 kW (275 PS) / 5600   | 336 kW (457 PS) / 5200      | 225 kW (306 PS) / 4000      |
| max. Drehmoment bei min−1                   | 650 Nm / 2000–3600          | 385 Nm / 4400            | 790 Nm / 3600               | 700 Nm / 1600–2600          |
| Kraftübertragung                            |                             |                          |                             |                             |
| Antrieb, serienmäßig                        | Allradantrieb               | Allradantrieb            | Allradantrieb               | Allradantrieb               |
| Getriebe, serienmäßig                       | 10-Gang-Automatikgetriebe   | 6-Gang-Automatikgetriebe | 10-Gang-Automatikgetriebe   | 10-Gang-Automatikgetriebe   |
| Messwerte                                   |                             |                          |                             |                             |
| Höchstgeschwindigkeit                       | 210 km/h                    | 190 km/h                 |                             | 210 km/h                    |
| Beschleunigung, 0–100 km/h                  | 6,8 s                       | 10,7 s                   |                             | 6,9 s                       |
| Kraftstoffverbrauch auf 100 km (kombiniert) | 10,8 l Super                | 10,6 l Super             | 9,2 l Super                 | 8,9 l Diesel                |
| Emissions-Standard                          | EURO4                       |                          |                             | EURO2/EURO4 (marktabhängig) |
| Tankinhalt                                  | 110 l                       | 110 l                    | 98 l                        | 80 l                        |

### J25 (seit 2024)
Der J25 wurde am 2. August 2023 als Nachfolger des J15 vorgestellt. Hierzulande trägt er die Verkaufsbezeichnung Land Cruiser, auf anderen Märkten ist er als Prado oder Land Cruiser Prado bekannt. Der Geländewagen wird erstmals nur mit fünftüriger Karosserie angeboten.
Der Land Cruiser J25 basiert auch auf der TNGA-F-Plattform, die auch dem Land Cruiser J30 als Grundlage dient. Das Design orientiert sich jedoch an älteren Modellreihen und ist kantiger als das des Vorgängers. Zum ersten Mal für einen Land Cruiser verfügt der J25 über eine elektrische Servolenkung (Electric Power Steering, EPS), was Schläge bei Fahrten auf unebenem Gelände reduziert, für eine sanftere und direkte Lenkung bei allen Geschwindigkeiten sorgt und darüber hinaus den Einsatz eines Spurhalteassistenten ermöglicht, der als Teil von „Toyota Safety Sense“ Einzug im Land Cruiser hält. Neu sind auch die Beschleunigungsunterdrückung, ein Nothaltesystem und der Ausstiegsassistent, der das Risiko sogenannter „Dooring“-Unfälle reduzieren soll.
Außerdem gibt es einen entkoppelbaren Stabilisator vorne, ein elektronisch gesteuertes Bremssystem und Upgrades für das elektronische Multi-Terrain-System. Die sogenannte „Crawl Control“ sorgt durch die Steuerung von Motordrehmoment und Bremsdruck dafür, dass die Geschwindigkeit bei Gelände- und Bergabfahrten stabil bleibt und ein Durchdrehen oder Blockieren der Räder verhindert wird.

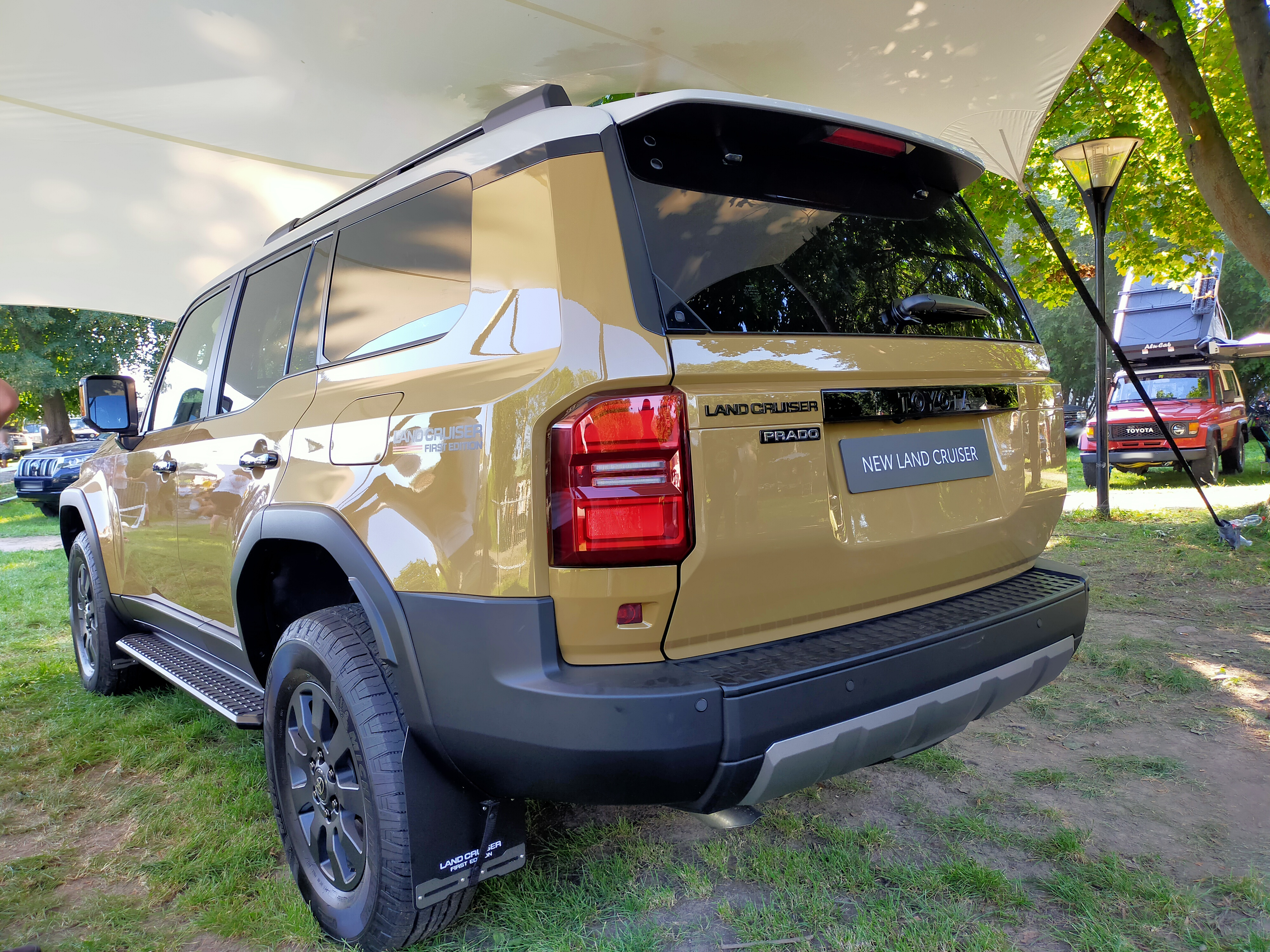
Heckansicht
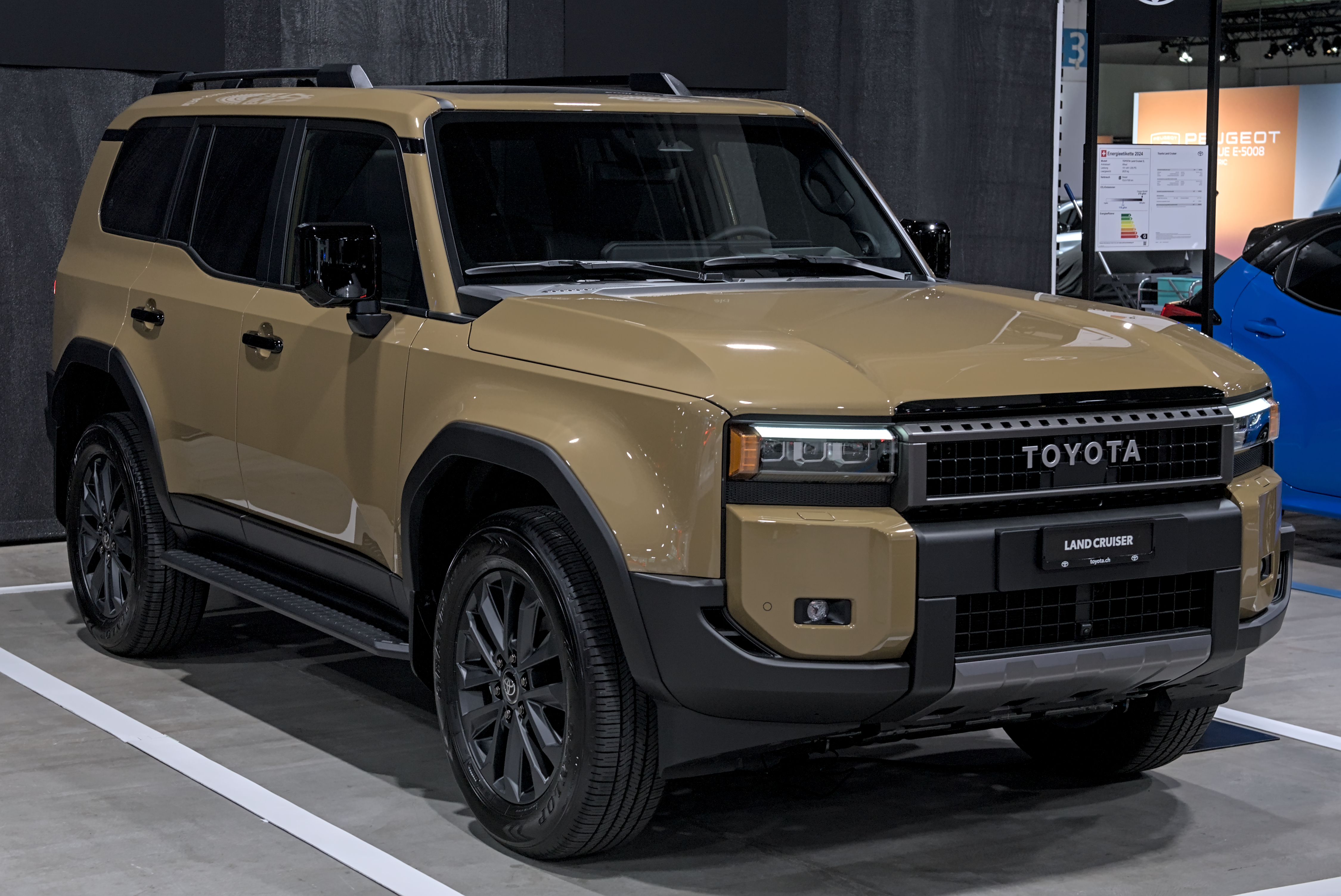
Toyota Land Cruiser J25
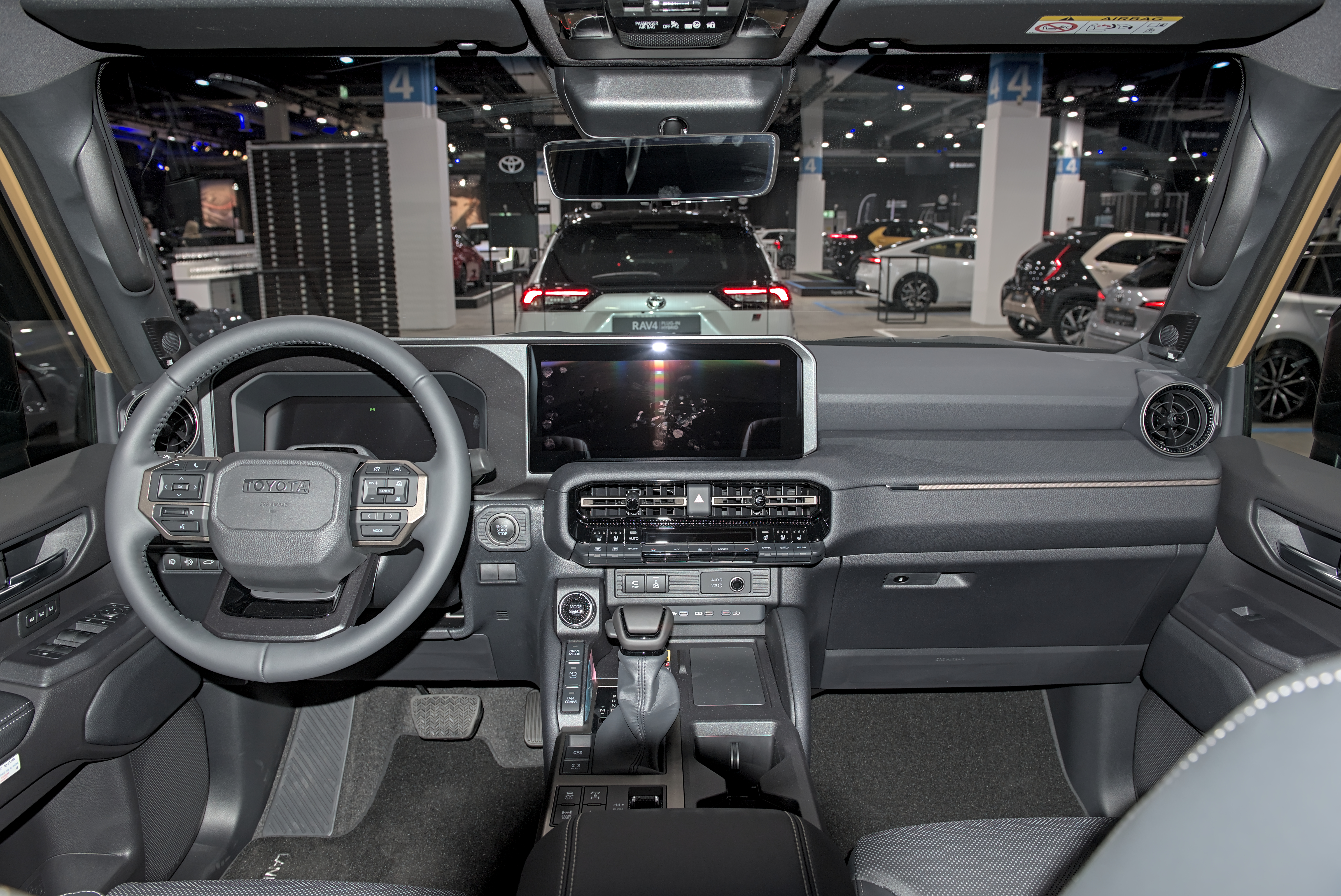
Innenraum

#### Technische Daten
Als Antrieb dient in Europa der 1GD-FTV, ein 2,8-Liter-Vierzylinder-Diesel mit 151 kW (205 PS) mit einer neuen Achtgang-Automatik und erweiterter Mehrscheiben-Überbrückungskupplung. Das neue Getriebe soll bis zu 29 Prozent leichter sein als das bisherige Sechsstufen-Pendant. Im Juni 2025 wurde eine 48-Volt-Mildhybridversion nachgereicht. Für andere Märkte stehen auch Benziner oder erstmals in einem Land Cruiser ein Hybridantrieb im Antriebsportfolio.
Die gebremste Anhängelast soll bis zu 3500 kg betragen.
|                                             | 2.4 Turbo                | 2.7                      | 2.4 i-Force Max Hybrid      | 2.8 D-4D                    |
| Bauzeitraum                                 | seit 06/2024             | seit 04/2024             | seit 02/2024                | seit 06/2024                |
| Motorkenndaten                              |                          |                          |                             |                             |
| Motortyp                                    | R4-Ottomotor             | R4-Ottomotor             | R4-Ottomotor + Elektromotor | R4-Dieselmotor              |
| Motoraufladung                              | Turbolader               | —                        | Turbolader                  | Turbolader                  |
| Hubraum                                     | 2393 cm³                 | 2693 cm³                 | 2393 cm³                    | 2755 cm³                    |
| max. Leistung bei min−1                     | 207 kW (281 PS) / 6000   | 120 kW (163 PS) / 5200   | 243 kW (330 PS) / 6000      | 151 kW (205 PS) / 3000–3400 |
| max. Drehmoment bei min−1                   | 430 Nm / 1700–3600       | 246 Nm / 3900            | 630 Nm / 1700               | 500 Nm / 1600–2800          |
| Kraftübertragung                            |                          |                          |                             |                             |
| Antrieb, serienmäßig                        | Allradantrieb            | Allradantrieb            | Allradantrieb               | Allradantrieb               |
| Getriebe, serienmäßig                       | 8-Gang-Automatikgetriebe | 6-Gang-Automatikgetriebe | 8-Gang-Automatikgetriebe    | 8-Gang-Automatikgetriebe    |
| Messwerte                                   |                          |                          |                             |                             |
| Höchstgeschwindigkeit                       | 175 km/h                 | 160 km/h                 | 170 km/h                    | 175 km/h                    |
| Beschleunigung, 0–100 km/h                  | k. A.                    | k. A.                    | k. A.                       | 12,7 s                      |
| Kraftstoffverbrauch auf 100 km (kombiniert) | k. A.                    | 13,3 l Super             | 10,2 l Super                | 9,6–10,2 l Diesel           |
| Emissions-Standard                          | k. A.                    | k. A.                    | k. A.                       | Euro 6e                     |
| Tankinhalt                                  | 80 l                     | 80 l                     | 68 l                        | 80 l                        |

## Technical – Kriegseinsatz
Der Toyota Land Cruiser wird, besonders in asymmetrischen Konflikten, häufig als sogenannter „Technical“ eingesetzt. Die Präsenz des Land Cruisers und des Toyota Hilux in den vom Islamischen Staat besetzten Gebieten im Irak, in Syrien und Libyen war so auffällig, dass sich das US-Finanzministerium an den Hersteller wandte. Der Autobauer hätte bei der Klärung der Frage behilflich sein sollen, wie der Islamische Staat an die vielen Fahrzeuge gekommen war.